# الدفاع المدني السعودي
الدفاع المدني السعودي، (بالإنجليزية: Saudi Civil Defense)‏، كما يعرف بجهاز الدفاع المدني في المملكة العربية السعودية، تأسس في أواسط عام 1343هـ لحماية السكان والممتلكات العامة والخاصة من أخطار الحريق، والكوارث والحروب والحوادث المختلفة وإغاثة المنكوبين وتأمين سلامة المواصلات والاتصالات، وسير العمل في المرافق العامة وحماية مصادر الثروة الوطنية في زمن السلم وحالات الحرب والطوارئ.

## التأسيس
بعد أن أسست حكومة المملكة العربية السعودية جهاز الشرطة الذي بدأ كمديرية للأمن العام السعودي، وثم تحولت إلى مديرية للشرطة العامة. ففي عام 1346هـ الموافق 1926م أنشئت أول فرقة إطفاء في المملكة العربية السعودية، وموقعها مكة المكرمة. وفي عام 1349هـ رأت المملكة العربية السعودية ضرورة توحيد جهاز الشرطة تحت قيادة واحدة مقرها مكة المكرمة، وقد صدرت الأوامر بهذا التوحيد في العام نفسه. وفي عام 1380هـ، الموافق 1960م سميت الرئاسة بالمديرية العامة للإطفاء وانفصلت عن الأمن العام وارتبطت بوزارة الداخلية بتاريخ 10 جمادى الأول 1406هـ ـ الموافق 20 يناير 1986م، أصدر فيما بعد مرسوم ملكي بتسمية الجهاز بالدفاع المدني، وهو من الأجهزة التي تتبع لوزارة الداخلية.

| تطورات تاريخية                              |                                                           |                                                                         |                                                                                                  |
| الدفاع المدني السعودي                       |                                                           |                                                                         |                                                                                                  |
| التاريخ                                     | التطور                                                    | المدينة                                                                 | ملاحظات                                                                                          |
| 1370هـ)                                     | افتتاح الفرقة الثانية                                     | مكة المكرمة                                                             | في حارة الباب                                                                                    |
| 1373هـ                                      | افتتاح فرقة الحجون                                        | مكة المكرمة                                                             | في الحجون                                                                                        |
| 1374هـ                                      | أفتتاح فرقة جرول                                          | مكة المكرمة                                                             | في حي جرول                                                                                       |
| 1376هـ                                      | افتتاح فرقة أجياد                                         | مكة المكرمة                                                             | في حي إجياد                                                                                      |
| 1380هـ                                      | تحوير مسمى رئاسة عموم المطافئ إلى المديرية العامة للإطفاء | -                                                                       | حيث انفصلت عن مديرية الأمن العام وأصبح لها ميزانياتها المستقلة وارتباطها المباشر بوزارة الداخلية |
| 1380هـ                                      | إحداث فرق للإطفاء في 9 مناطق                              | القصيم - الطائف – حائل – الجوف – الدمام – عرعر – نجران – عسير – الاحساء | ترتبط مباشر بوزارة الداخلية                                                                      |
| 24 ربيع الأول 1385هـ الموافق 22 يوليو 1965م | تغيير المسمى إلى المديرية العامة للدفاع المدني.           | -                                                                       | بأمر ملكي رقم 6858.                                                                              |

كما صدر الأمر السامي رقم 6858 في 24 ربيع الأول 1385هـ، بتغيير مسمى المديرية العامة للمطافئ (إلى المديرية العامة للدفاع المدني) بناء على اقتراح المنظمة الدولية للدفاع المدني وذلك لاعتبارات عدة أهمها:
- إنشاء جهاز يمثل نواة للدفاع المدني بالمملكة نظرا لما لديه من معدات إطفاء.
- توفير النفقات الباهظة التي تساعد على إنشاء إدارة جديدة للدفاع المدني إلى جانب المطافئ.
- الدور الهام لجهاز الدفاع المدني بصفة عامة في السلم والحروب.

وبتوسيع هذا المفهوم كان من الطبيعي أن تتعدد المهام الملقاة على هذه المديرية لتشمل مختلف أنواع الحوادث فتم اتخاذ التدابير والخطوات التنفيذية واللازمة للتهيؤ لذلك بإعادة التشكيلات الإدارية وتدعيم وحدات الدفاع المدني بالمزيد من الإمكانات المادية والبشرية وتغطية المزيد من المدن والقرى بخدمات الدفاع المدني وتوالت منذ ذلك التاريخ صور الدعم والبذل من قبل حكومة المملكة لهذا الجهاز الحيوي ليغطي بخدماته أنحاء المملكة المترامية الأطـراف بواسطة شبكة قوية من المراكز ووسائل الاتصال والطيران.
وبعد دراسة وافية وبحث عميق من لجنة الخبراء برئاسة مجلس الوزراء تم التوصل إلى صيغة نهائية لنظام الدفاع المدني الذي صدر بالمرسوم الملكي رقم (م-10) وتاريخ 10 جمادى الأول 1406هـ، والذي نشر بجريدة أم القرى في عددها رقم (3099) وتاريخ 28 جمادى الأول 1406هـ. وحددت المهام والمسؤوليات فأعيد بناء هياكله التنظيمية لتلبية متطلبات مهام وأدوار الجهاز. وقد حددت المادة الرابعة جهاز الدفاع المدني السعودي في ثلاث هيئات:
1. مجلس الدفاع المدني.
2. المديرية العامة للدفاع المدني.
3. لجان الدفاع المدني.

## نظام الدفاع المدني ولوائحه
إن صدور نظام الدفاع المدني ولوائحه يعتبر من أهم انجازات المديرية العامة للدفاع المدني في عهد الملك فهد بن عبد العزيز لأن تحديد مسؤوليات ومهام كل قطاع أثناء الكوارث بما فيها المديرية العامة للدفاع المدني كان مبني على الاجتهادات الشخصية مما جعـل ولاة الأمر وعلى رأسهم خادم الحرمين الشريفين يوجهون بالأخذ بما هو جديد والعمل على تطوير هذا الجهاز.
ومن هذا المنطلق قامت المديرية العامة للدفاع المدني بعدة دراسات وزيارات لعدد من الدول الشقيقة والصديقة للاستفادة مما وصلوا إليه من تنظيمات في مجال الدفاع المدني وعلاقته مـع الجهات الأخرى.
وبعد دراسة وافية وبحث عميق من لجنة الخبراء برئاسة مجلس الوزراء تم التوصل إلى صيغة نهائية لنظام الدفاع المدني الذي صدر بالمرسوم الملكي رقـم (م/10) وتاريخ 10 جمادى الأول 1406هـ  والذي نشر بجريدة أم القرى في عددها رقـم (3099) وتاريخ 28 شوال 1406هـ.

### محتويات النظام
يحتوي نظام الدفاع المدني على (36) مادة شملت أمور عدة منها:
- تعريف الدفاع المدني:

الدفاع المدني هو مجموعة من الإجراءات والأعمال اللازمة لحماية السكان والممتلكات العامـة والخاصة من أخطار الحرائق والكوارث والحروب والحوادث المختلفة وإغاثة المنكوبين وتأمين سلامة المواصلات والاتصالات وسير العمل في المرافق العامة وحماية مصادر الثروة الوطنية وذلك في زمن السلم وفي حالات الحرب والطوارئ.
- مهام الدفاع المدني:

يضطلع الدفاع المدني بمهام ومسئوليات في زمن السلم وزمن الحروب والكوارث.

#### مهامه الأساسية وقت السلم
1. تعزيز خطط التنمية العامة للدولة بتوفير مقومات الحماية المتعددة كالصناعة والتجـارة والزراعة.
2. اتخاذ كافة الإجراءات والتدابير لمنع وقوع الحوادث والعمل على إزالة مسـبباتها مـن كافة المنشآت الصناعية والزراعية والتجارية والسكنية.
3. تنظيم حملات التوعية في مجال السلامة باستخدام كافة وسـائل الاتصـال كالكتيبات والنشرات والملصقات والأفلام والندوات والمؤتمرات والمعارض والصحافة والإذاعـة والعروض الحية.

ثانيا ً: مهمة عملياتية، وهي التدخل الفوري أثناء وقوع حوادث الحريق[ ؟ ] والإنقاذ والإسعاف وتشمل الأمور التالية: 
1. الانتقال السريع لموقع الحادث.
2. العمل على انقاذ الاشخاص.
3. تقديم الاسعافات للمصابين.
4. السيطرة على الحادث بكافة الوسائل الفنية.
5. إعداد تقارير فنية عن الحوادث المختلفة لمعرفة مسبباتها واتخاذ الخطوات الكفيلة للوقاية من مثيلاتها مستقبلا ً.

ثالثا ً: مهمة تخطيطية وذلك باتخاذ الأمور التالية:
1. إعداد الخطط وتنفيذ الأعمال بالتنسيق مع القطاعات ذات العلاقة.
2. إعداد وتهيئة غرفة عمليات الطوارئ.
3. إنشاء المخابي.
4. إعداد وتهيئة وتدريب المتطوعين.
5. عمل التجارب والتطبيقات لاختبار كفاءة الأداء.

#### مهامه الأساسية وقت الحروب والكوارث
وتتلخص فيما يلي:

وزارة النقل

وزارة الشؤون البلدية والقروية

الرئاسة العامة لرعاية الشباب

وزارة الطاقة والصناعة والثروة المعدنية

1. تنظيم وسائل الإنذار من الأخطار والغارات الجوية.
2. تقييد الإضاءة وتنفيذ خطط الإخلاء والإيواء.
3. مباشرة مكافحة الحرائق والإنقاذ والإسعاف في المناطق المنكوبة.
4. تحديد مناطق التلوث بالإشعاعات وإبعاد الناس عنها.
5. التنسيق مع الجهات ذات العلاقة لتأمين سلامة المواصلات وسير العمل فـي المرافق العامة وكذلك إزالة آثار الدمار الناجم عن الحرب.
6. إعادة الحياة الطبيعية للمناطق المنكوبة.

هذا وينجز الدفاع المدني مهامه المذكورة وذلك بالتعاون مع كافة الجهات المسؤولة والقطاعات ذات العلاقة في سائر أرجاء المملكة وفق خطط توضع مسبقا ً لمواجهة حالات الحروب والكوارث ومن تلك الجهات المساندة للدفاع المدني:
1. وزارة العمل والشؤون الاجتماعية.
2. وزارة الزراعة والمياه.
3. وزارة التجارة.
4. وزارة التعليم العالي.
5. وزارة التعليم.
6. وزارة النقل.
7. وزارة الشؤون البلدية والقروية.
8. وزارة الصناعة والكهرباء.
9. وزارة البترول والثروة المعدنية.
10. وزارة الصحة.
11. الرئاسة العامة لتعليم البنات.
12. الرئاسة العامة لرعاية الشباب.
13. الشركة السعودية للاتصالات.
14. المؤسسة العامة للتعليم الفني والتدريب المهني.

### لوائح الدفاع المدني
تعتبر اللوائح ذات أهمية بالغة فهي تفسر كيفية تنفيذ مواد النظام والقرارات الصادرة من مجلس الدفاع المدني حيال الوصول إلى هدف الدفاع المدني في حماية السكان والممتلكات العامة والخاصة وإغاثة المنكوبين في حال السلم والحرب أو الكوارث الطبيعية الصناعية ومـن تلك اللوائح على سبيل المثال لا الحصر

#### لوائح صادرة
1. لائحة شروط السلامة ومكافحة الحريق والإنذار بمحطات بيع وتوزيع المحروقات.
2. لائحة شروط السلامة الواجب توفرها في مستودعات الأخشاب.
3. لائحة شروط السلامة الواجب توافرها في المناجر.
4. لائحة قواعد السلامة الواجب اتباعها في مواقع الإنشاءات.
5. لائحة شروط السلامة ووسائل الإطفاء والمراقبة والإنذار في المنشآت.
6. لائحة شروط السلامة وسبل الحماية الواجب توفرها في مستودعات التخزين.
7. لائحة مسئوليات المختص بأعمال السلامة والأمن الصناعي في الوزارات والمصالح.
8. لائحة اشتراطات السلامة وسبل الحماية الواجب توفرها في المباني السكنية.
9. لائحة اشتراطات السلامة وسبل الحماية الواجب توفرها في محلات الأنشطة التجارية.
10. لائحة شروط السلامة الواجب توفرها في محلات بيـع وتخزين اسطوانات الغاز.
11. لائحة اشتراطات السلامة الواجب توفرها في ملاعب الأطفال بالحدائق العامة.
12. لائحة شروط السلامة الواجب توفرها في ورش إصلاح السيارات والآليات.
13. لائحة شروط السلامة وسبل الحماية الواجب توفرها في المخابز.
14. لائحة شروط السلامة والوقاية ومكافحة الحريق بمحطات الوقود.

#### لوائح تحت الإجراء
1. لائحة شروط السلامة الواجب توافرها في المباني العالية.
2. لائحة متطلبات السلامة في المستشفيات.
3. لائحة المغاسل البخارية.
4. لائحة السلامة في المكتبات العامة.
5. لائحة المخالفات والغرامات المالية للأنشطة التي صدرت لها لوائح.
6. لائحة من تقتضي المصلحة استدعائهم في حالات الطوارئ.
7. لائحة المصاعد الكهربائية.
8. لائحة التفتيش والضبط والتحقيق.
9. اللائحة التنظيمية لخيام الحفلات.

#### لوائح قيد الدراسة والمناقشة

سيارة إسعاف خاصة بالدفاع المدني السعودي

1. لائحة الأنشطة المقلقة للراحة أوالخطرة أوالمضرة بالصحة أوالبيئة.
2. لائحة السلامة ومكافحة الحريق بالصيدليات.
3. تعليمات مواد البناء والتشطيبات لمستودعات تخزين المواد الكيميائية.
4. تعليمات السلامة لأعمال ورش الذهب.
5. تعليمات السلامة لاستخدام اسطوانات الغاز بالمنطقة المركزية بالمدينة المنورة.
6. تعليمات السلامة بالمولدات الاحتياطية في المباني العالية.
7. اشتراطات السلامة الواجب توافرها للرافعات الخاصة بتنظيف الواجهات الزجاجية في العمائر المتعددة الأدوار.
8. شروط ومتطلبات السلامة في مستودعات تخزين الذخيرة والمتفجرات.
9. متطلبات السلامة في مستودعات الأدوية البيطرية.
10. متطلبات السلامة الخاصة بلوحات النيون الدعائية.
11. تعليمات السلامة في المسابح.
12. شروط السلامة وسبل الحماية الواجب توافرها في وسائل النقل البري.
13. اشتراطات وتعليمات الخاصة ببرادات المياه في الأماكن العامة.

## جهاز الدفاع المدني
يتكون الدفاع المدني من عدة أجهزة ذات مهام واختصاصات محددة وهي:
- مجلس الدفاع المدني.
- المديرية العامة للدفاع المدني.
- المتطوعون.

### مجلس الدفاع المدني

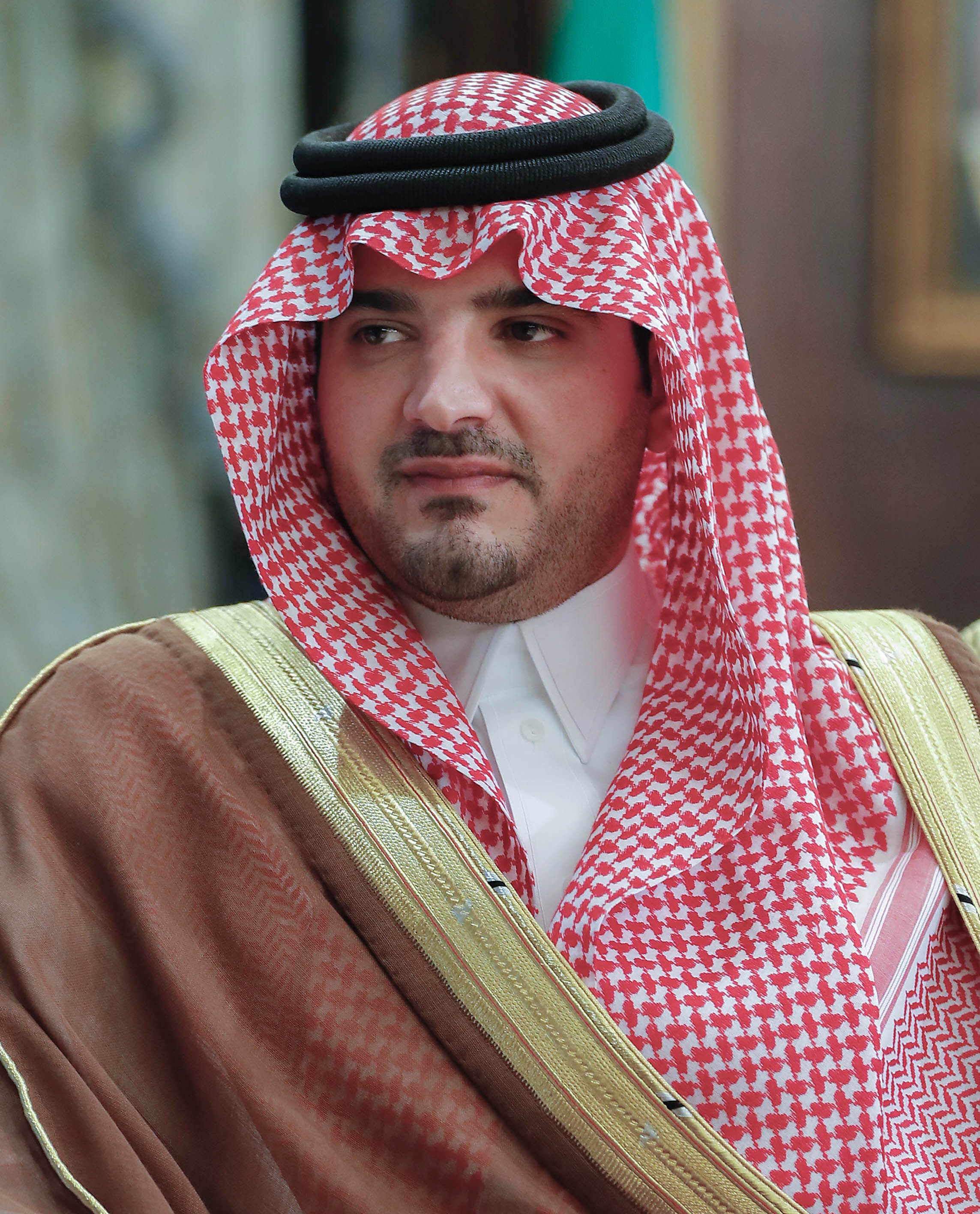
وزير الداخلية الأمير عبد العزيز بن سعود بن نايف آل سعود

يتكون مجلس الدفاع المدني من وزير الداخلية رئيساً، ونائب وزير الداخلية نائباً وعدد من الأعضاء يمثلون الجهات ذات العلاقة بأعمال الدفاع المدني يعينون بقرار من مجلس الوزراء بناءً على ترشيح وزير الداخلية رئيس مجلس الدفاع المدني.
وقد صدر قرار مجلس الوزراء رقم (9)، في تاريخ 16 محرم[ ؟ ] 1387هـ، بالموافقة على اقتراح إنشاء مجلس الدفاع المدني. وصدر نِظام الدفاع المدني بقرار مجلس الوزراء رقم (25) في تاريخ 23 محرم[ ؟ ] 1406هـ. ثم تم إعادة تشكيل مجلس الدفاع المدني بموجب قرار مجلس الوزراء رقم (116)، وتاريخ 19 ربيع الثاني 1433هـ. اختصاصات مجلس الدفاع المدني على النحو التالي:
| مجلس الدفاع المدني |                                                  |                    |
| تسلسل              | الأعضاء                                          | المنصب             |
| 1                  | وزير الداخلية                                    | رئيساً              |
| 2                  | نائب وزير الداخلية                               | نائبا للرئيس وعضواً |
| 3                  | وزير الحرس الوطني                                | عضواً               |
| 4                  | مساعد وزير الداخلية للشئون الأمنية               | عضواً               |
| 5                  | الرئيس العام للأرصاد وحماية البيئة               | عضواً               |
| 6                  | رئيس هيئة الهلال الأحمر السعودي                  | عضواً               |
| 7                  | وزير الشئون البلدية والقروية والأسكان            | عضواً               |
| 8                  | وزير الاقتصاد والتخطيط                           | عضواً               |
| 9                  | وزير الصحة                                       | عضواً               |
| 10                 | وزير الزراعة                                     | عضواً               |
| 11                 | وزير التجارة                                     | عضواً               |
| 12                 | وزير المياه والكهرباء                            | عضواً               |
| 13                 | وزير النقل                                       | عضواً               |
| 14                 | رئيس مدينة الملك عبدالعزيز للعلوم والتقنية       | عضواً               |
| 15                 | رئيس هيئة الأركان العامة                         | عضواً               |
| 16                 | مدير الأمن العام                                 | عضواً               |
| 17                 | رئيس مدينة الملك عبدالله للطاقة الذرية والمتجددة | عضواً               |
| 18                 | مدير عام الدفاع المدني                           | عضواً               |
| 19                 | وزير المالية                                     | عضواً               |

#### لجان الدفاع المدني
اقتضى نظام الدفاع المدني أن تكون هناك لجان موزعة على المدن والقرى في أنحاء المملكة تكون في تشكيلها وطبيعة عملها ومهامها ومسؤولياتها صورة مماثلة لما هو موجود في المدن الكبرى.
تتكون لجان الدفاع المدني المحلية على مستوى المناطق:
| لجان الدفاع المدني |                                                                                |        |
| تسلسل              | الأعضاء                                                                        | المنصب |
| 1                  | أمير المنطقة                                                                   | رئيساً  |
| 2                  | نائب أمير المنطقة                                                              | عضواً   |
| 3                  | مدير الدفاع المدني بالمنطقة                                                    | عضواً   |
| 4                  | مدير الشرطة بالمنطقة                                                           | عضواً   |
| 5                  | قائد المنطقة العسكرية                                                          | عضواً   |
| 6                  | قائد الحرس الوطني بالمنطقة                                                     | عضواً   |
| 7                  | مدير فرع وزارة المالية بالمنطقة                                                | عضواً   |
| 8                  | مدير فرع وزارة النقل بالمنطقة                                                  | عضواً   |
| 9                  | مدير فرع وزارة الصحة بالمنطقة                                                  | عضواً   |
| 10                 | مدير فرع وزارة الزراعة بالمنطقة                                                | عضواً   |
| 11                 | أمين المنطقة                                                                   | عضواً   |
| 12                 | مدير فرع وزارة التجارة بالمنطقة                                                | عضواً   |
| 13                 | مدير فرع وزارة المياه والكهرباء بالمنطقة                                       | عضواً   |
| 14                 | مدير فرع وزارة العمل في المنطقة                                                | عضواً   |
| 15                 | مدير فرع وزارة الشئون الاجتماعية بالمنطقة                                      | عضواً   |
| 16                 | مدير فرع وزارة التعليم في المنطقة                                              | عضواً   |
| 17                 | مدير حرس الحدود بالمنطقة                                                       | عضواً   |
| 18                 | مدير فرع الهيئة العليا للأمن الصناعي بالمنطقة                                  | عضواً   |
| 19                 | مدير فرع هيئة الهلال الأحمر بالمنطقة                                           | عضواً   |
| 20                 | المدير التنفيذي بجهاز التنمية السياحية بالهيئة العامة للسياحة والآثار بالمنطقة | عضواً   |
| 21                 | مصلحة المياه والصرف الصحي                                                      | عضواً   |

##### - اللجنة العامة لأعمال الدفاع المدني
ترتبط تنظيمياً برئيس المجلس و تشكيل اللجنة العامة لأعمال الدفاع المدني على النحو الآتي:
| اللجنة العامة لأعمال الدفاع المدني |                                                             |        |
| تسلسل                              | الأعضاء                                                     | المنصب |
| 1                                  | مساعد وزير الداخلية للشؤون الأمنية.                         | رئيساً  |
| 2                                  | ممثل وزارة الحرس الوطني لا تقل رتبته العسكرية عن رتبة لواء. | عضواً   |
| 3                                  | نائب رئيس هيئة الأركان العامة بوزارة الدفاع.                | عضواً   |
| 4                                  | مدير عام الأمن العام.                                       | عضواً   |
| 5                                  | مدير عام الدفاع المدني .                                    | عضواً   |
| 6                                  | مدير عام حرس الحدود .                                       | عضواً   |
| 7                                  | وكيل وزارة الشؤون البلدية والقروية .                        | عضواً   |
| 8                                  | مساعد الرئيس العام للأرصاد وحماية البيئة .                  | عضواً   |
| 9                                  | نائب رئيس هيئة الهلال الأحمر السعودي.                       | عضواً   |
| 10                                 | وكيل وزارة المالية .                                        | عضواً   |
| 11                                 | وكيل وزارة الصحة .                                          | عضواً   |
| 12                                 | وكيل وزارة المياه والكهرباء.                                | عضواً   |
| 13                                 | وكيل وزارة التجارة والصناعة .                               | عضواً   |
| 14                                 | وكيل وزارة النقل .                                          | عضواً   |
| 15                                 | نائب رئيس مدينة الملك عبد العزيز للعلوم والتقنية .          | عضواً   |
| 16                                 | نائب رئيس مدينة الملك عبد الله للطاقة الذرية والمتجددة.     | عضواً   |
| 17                                 | نائب محافظ هيئة الاتصالات وتقنية المعلومات.                 | عضواً   |
| 18                                 | أمين عام مجلس الدفاع المدني.                                | عضواً   |

## معهد الدفاع المدني
تأسس معهد الدفاع المدني بموجب القرار الوزاري رقم 1764/ 94 وتاريخ 19 ربيع الأول 1394هـ، ويرتبط بالإدارة العامة للتدريب، ويهدف إلى إعداد الكوادر البشرية وتأهيلها وتدريبها للقيام بأعمال الدفاع المدني في حماية الأرواح والممتلكات في أوقات السلم والحرب، وتنمية معارف ومهارات منسوبي الدفاع المدني والأجهزة الحكومية والجهات الخارجية الأخرى العامة والخاصة وصقل خبراتهم لتمكينهم من القيام بالأعمال الموكلة إليهم من خلال الدورات والندوات والحلقات التي يعقدها.

### البرامج التدريبية
يتم تصميم البرامج التدريبية في معهد الدفاع المدني وفق متطلبات العمل الميداني لأعمال المديرية العامة للدفاع المدني، ومن خلال الاحتياج التدريبي الذي يقرر من الإدارة العامة للتدريب في المعهد باستخدام الوسائل النظرية والوسائل العملية الميدانية. 
وتنقسم البرامج التعليمية المنفذة بالمعهد إلى:
أولاً - البرامج التأهيلية:
تهدف البرامج التأهيلية إلى إكساب المتدرب المعارف والمهارات الأساسية التي تمكنه من فهم مهام وأعمال الدفاع المدني والمشاركة في تنفيذها، ومنها برنامج تأهيل الضباط حديثي التخرج أو المعينين حديثاً بالقطاع.
ثانيا - البرامج التأسيسية:
وتهدف هذه البرامج إلى تزويد منسوبي الدفاع المدني بالعلوم التأسيسية في مجال العمل الذي يمارسونه كبداية للتأهيل التخصصي في نفس المجال، مثل: دورة الإطفاء والإنقاذ التأسيسية ودورة السلامة والحماية المدنية التأسيسية ودورة أعمال الدفاع المدني المساندة التأسيسية ودورة الإشارة التأسيسية.
ثالثاً - البرامج المتخصصة:
تهدف البرامج المتخصصة إلى تكريس المفاهيم النظرية والعملية بشكل مركز في المجالات ذات الصبغة التخصصية.
رابعاً – البرامج المتقدمة:
وتهدف إلى تزويد المتدرب بالمعارف والمهارات التي تمكنه من إعداد الخطط التنفيذية لأعمال الدفاع المدني والإشراف على تنفيذها.
خامسا - البرامج التدريبية
يتم تنفيذ البرامج التدريبية بمعهد الدفاع المدني من خلال الأنشطة المنهجية المتمثلة في المحاضرات النظرية في القاعات الدراسية المجهزة بمساعدات التعليم السمعية والبصرية للجانب النظري، أما الجانب العملي فيتم تنفيذه بالتدريب التطبيقي على كافة المعدات والآليات المستخدمة في أعمال الدفاع المدني.

### التخطيط والتطوير
- الهدف:

إعداد الخطط لجهاز الدفاع المدني وإعداد كافة التنظيمات الهيكلية والصلاحيات الإدارية لكافـة أقسام وفروع المديرية وكذلك إعداد وتحليل البيانات لإحصائية واعداد خطط الصرف ومشروع الميزانية لتحقيق أهداف ومهام ومسؤوليات الجهاز طبقا ً لما ورد في نظام الدفاع المدني ولوائحه ومتابعة تنفيذ الخطط والتنظيمات العامة بعد اعتمادها من المدير العام ومعاونة أقسام المديريـة في إعداد خططها التفصيلية .
- الإنجازات:

أ- في مجال التطوير الإداري: 
في عام 1346هـ: تم تشكيل أول فرقة إطفاء في المملكة العربية السعودية انفاذا للأمر السامي الصادر في 1 محرم 1346هـ، بشأن نظام دائرة البلدية في مكة المكرمة واشتمل على إحداث فرقة إطفاء ضمن جهاز البلدية.
في عام 1387هـ: تم تشكيل أول مجلس للدفاع المدني وذلك بناءا على قرار مجلس الـوزراء رقـم 9 وتـاريخ 16 محرم[ ؟ ] 1387هـ.
في عام 1406هـ: بناءا ً على قرار مجلس الوزراء رقم 25 وتاريخ 23 محرم 1406هـ، صدر مرسوم ملكي برقم م/10 وتاريخ 10 جمادى الأول 1406هـ يقضي بما يلي:
- الموافقة على نظام الدفاع المدني الجديد.
- إعادة تشكيل مجلس الدفاع المدني.

وقد روعي عند وضع نظام الدفاع المدني مدى ما توصل إليه القطاع من تطور فـي النـواحي التنظيمية والإدارية فجاء النظام الجديد مواكبا للمستجدات التي حدثت سواء داخل جهاز الـدفاع المدني أو خارجه. كما روعي فيه أيضا ً جسامة المسئولية الملقاة على عاتق هذا الجهاز. 
في عام 1410هـ: أعيد تشكيل الدفاع المدني وذلك استجابة لبعض المستجدات الإدارية والتنظيمية التـي طـرأت على هذا الجهاز.
في عام 1414هـ: وتمشيا ً مع الأمر الملكي الصادر بموجبه نظام المناطق رقم (أ) وتاريخ 27 شعبان 1412هـ فقد تم إعادة التنظيم الإداري للمديرية العامة للدفاع المدني والذي قسمت فيه مـديريات الـدفاع المدني بالمناطق إلى عدد (13) مديرية مرتبطة بالمديرية العامة للدفاع المدني بالريـاض ثـم يرتبط بالمديريات في المناطق إدارات للمحافظات من مختلف الفئات بلغ عددها حتى إع داد هذا الكتاب (75) إدارة في كافة محافظات المملكة.
ويرتبط بتلك الإدارات في المحافظات وحدات في أمهات المدن الرئيسية في المناطق وتـرتبط باقسام داخل المدينة مراكز دفاع مدني خارج المدن في المراكز الإدارية والتـي بلـغ عـددها (438) مركزا ً وفرقة حتى إعداد هذا الكتاب.
اصدرت إدارة التنظيم بالمديرية العامة للدفاع المدني جميع مهام الجهات الإدارية المختلفة وفق تسلسل المسئولية وأصبح جميع مديري الإدارات يعملون وفـق مهـام وصـلاحيات مكتوبـة وواضحة لأداء العمل الموكل إليهم كما أن إدارة التنظيم حاليا ً تعمل على وضع اللمسات الأخيرة للوصف الوظيفي لكل وظيفة من الوظائف التي تقوم بالعمل في تخصصـات الـدفاع المـدني للأفراد والذي نتوقع أن يحدد لكل شخص مهمته بدقة ويوضح شروط شغل الوظيفة والمهارات المطلوبة لأداء العمل.
ب- خدمات الدفاع المدني:
تعتبر خدمات الدفاع المدني من الخدمات الهامة والضرورية ل كل مواطن فهي بمثابـة صـمام الأمان والدرع الواقي الذي يحمي أرواح وممتلكات المواطنين والمقيمين من أخطـار حـوادث الحريق والإنقاذ ومن أخطار الكوارث والحروب ولهذا فإنها مطلب تسعى حكومة هـذه الـبلاد الرشيدة إلى توفره للمواطن أينما كانت إقامته في المدينة أو القرية أو ا لهجـرة . ولقـد سـعت المديرية العامة للدفاع المدني وحسب توجيهات ولاة الأمر إلى وضع خطط خمسـية لتلبية احتياج المواطنين من خدمات الدفاع المدني والعمل على التوسع في نشر خدمات الـدفاع المدني لتغطية كافة مناطق المملكة ومنذ عام 1402هـ وفي هذا العهد الميمون ع هد تولي خادم الحرمين الشريفين مقاليد الحكم فقد توسعت المديرية العامة للدفاع المدني في تطوير خدماتها فقد تم إنشاء الخدمات التالية خلال العشرون سنة الماضية:
مديريات الدفاع المدني بالمناطق:
لقد كان بداية الدفاع المدني كإدارة في مديرية الأمن العامة وقد تطور ح تى تم فصله من مديرية الأمن العام في عام 1385هـ وجعله مديرية عامة للدفاع المدني يكون ارتباطها بمقـام وزارة الداخلية وذلك لأهمية ما يقوم به هذا القطاع من خدمات مهمة للمواطنين والمقيمين فـي هـذه السعودية وكانت تتبع هذه المديرية أربعة قيادات فقط في كل من من اطق الريـاض ومكـة المكرمة والشرقية وعسير وفي عام 1414هـ تم تغيير مسمى هذه القيادات إلى مديريات للدفاع المدني بالمناطق وكذلك تم إحداث عدد (9) مديريات للدفاع المدني في بقية منـاطق المملكـة لتصبح عددها (13) مديرية للدفاع المدني.
إدارات الدفاع المدني:
كانت عدد إد ارات الدفاع المدني بالمناطق قبل عام 1402هـ (11) إدارة فقط وتنفيذا لتوجيهات ولاة الأمر في المملكة بالعمل على ما فيه تطوير أعمال هذا الجهاز فقد تم إحـداث عدد (64) إدارة للدفاع المدني في جميع المدن الرئيسية والمحافظات بالمناطق ليصبح عدد هذه الإدارات (75) إدارة تقوم بمهام الأعمال الإدارية والعمل على تطوير الأداء الميداني للمراكـز والوحدات التابعة لها والعمل على تذليل الصعوبات التي تعيق الأعمال الميدانية ووضع الخطط اللازمة لتلك المراكز والوحدات لتطوير أدائها وزيادة فعالياتها واستكمال نقص تشكيلاتها.
اقسام الدفاع المدني:
إن فكرة إنشاء الأقسام لكي تكون مساندة لأعمال الإدارات في المدن الرئيسـية الكبيـرة التـي تتواجد بها أعداد كبيرة من الوحدات مع العلم أن هذه الأقسام تحتوي كذلك على وحدات الإطفاء والإنفاذ لأعمال المساندة وكان عدد هذه الأقسام قبل عام 1402هـ (10) أقسام وتم إحداث عدد (23) قسما ً أي ما يزيد عن الضعف ليصبح عدد هذه الأقسام (33) قسما ً في المـدن الرئيسـة (الرياض – العاصمة المقدسة – جدة – الطائف – المدينة المنورة – الدمام – الأحساء[ ؟ ]).
مراكز الدفاع المدني:
تعتبر مراكز الدفاع المدني هي الجهات التنفيذية والتي لها احتكاك مباشـر بـالجمهور والتـي تعكس ما وصل إليه الدفاع المدني من تطور وقد كان عدد هذه المراكز قبل عـام 1402هـ (28) مركزا ً فقط ومنذ ذلك الحين تم إحداث عدد (155) مركزا للدفاع المدني فـي المراكـز الإدارية التابعة للمحافظات بالمناطق ليصبح عدد هذه المراكز في وقتن ا الحالي (183) مركـزا ً ولا زالت المديرية العامة للدفاع المدني تعمل جاهدة إلى نشر هذه المراكز في جميع المراكـز الإدارية وفقا لما يتم تأمينه من إمكانات بشرية وآلية في الميزانيات السنوية للمديريـة العامـة للدفاع المدني.
وحدات الدفاع المدني:
كان عدد وحدات الدفاع المدني قبل عام 1402هـ (102) وحدة حتى وصلت الآن إلى (152) وحدة في جميع مدن ومحافظات المملكة وذلك تلبية للاحتياجات المتزايدة لخدمات الدفاع المدني داخل المدن والمحافظات والقرى والهجر وتتكون هذه الوحدات من وحدات للإطفـاء والإنقـاذ والإسعاف والسلالم والكمامات وتب اشر الحوادث في الموقع المحدد لكل وحدة حيث تقسم المدينة إلى عدة مواقع تتولى هذه الوحدات مسئولياتها داخل الموقع المحدد لها وهو نتاج طبيعـي لمـا تشهده مدن ومحافظات وقرى وهجر المملكة من نمو متسارع في جميع المجالات.
قوات الطوارئ الخاصة:
إن من مهام قوات الطوارئ ا لخاصة مباشرة الحوادث في حالة الكوارث والحـوادث الكبيـرة المتطورة وقد تم تجهيز هذه القوات بأحدث الأجهزة وتم تدريب أفرادها على أعمال الحـوادث الكبيرة والمتطورة والتي تتطلب مواجهة خاصة ومن مهامها في حالات الحرب إخلاء المواقـع المستهدفة وتأمين المواقع الآمنة لإيوا ء المواطنين بها ويبلغ عـدد هـذه القـوات (5) قـوات للطوارئ بالمناطق تتبع قيادة قوات الطوارئ الخاصة للدفاع المدني.

### التدريب
الهدف:
تلبية الاحتياجات التدريبية لأقسام المديرية العامة وكافة فروعها بالمناط ق مـن خـلال تأهيل وإعداد منسوبيها من الضباط والإفراد والموظفين المدنيين في مجالات العمل الميداني والفني والإداري والمالي والتنظيمي وتحقيق السياسات العامة للتدريب في كافة أعمال الدفاع المدني طبقا ً لما ورد في نظام الدفاع المدني ولوائحه.
الانجازات:
وفيما يلي أهم إنجازات الإدارة العامة للتدريب خلال هذه الفترة:
- في عام 1402هـ تم افتتاح ستة مرا كز في كل من المناطق التالية (الرياض – حائل – الشرقية – مكة المكرمة – عسير – المدينة المنورة).
- في عام 1419هـ تم إحداث 4 مراكز للتدريب في كل من المناطق التالية (نجران – الجوف – القصيم – تبوك) ليصبح عدد مراكز تدريب الدفاع المدني 10 مراكز للتدريب.
- تم التنسيق بين المديرية العامة للدفاع المـدني وبـين كـل مـن وزارة التعليم علـى إدخـال مبادئ عن السلامة والدفاع المدني في مناهج التعليم العام (بنين وبنات) وقد تحقق ذلك.
- تم تطوير المناهج الدراسية المقرر ة لمعهد الدفاع المدني ولدورات مراكز التدريب فـي خطة تستهدف الارتقاء بمستوى العملية التدريبية على أيدي نخبة مـن أبنـاء الجهـاز المؤهلين في مختلف التخصصات العلمية.
- خلال هذه الفترة تم ابتعاث مئات من الضباط وضباط الصف للدراسة في مختلـف الجامعات والكليات داخل المملكة وخارجها في العلوم والتخصصات ذات الصلة بمهام وتدابير الدفاع المدني وقد حصلوا على شهادات الدكتوراة أو الماجستير والبكالوريوس والدبلوم والدورات التخصصية الأخرى.
- تم توظيف واستقطاب ثلاثمائة وخمسـة وسـبعون ضـابط جـامعي مـن مختلـف التخصصات.
- تم تخريج ستا وعشرين دورة من معهد الدفاع المدني بالرياض بلغ مجمـوع طلابها (حوالي أربعة آلاف) طالب يمثلون حاليا رافدا أساسيا وهاما للقوى العاملة في القطاع.
- عقد الدورات المختلفة من تأهيلية وتخصصية في مختلف تخصصات الدفاع المدني للعاملين في القطاع من ضباط وضباط صف وموظفين والتنسيق مع ال جهات والمراكز والمعاهد التدريبية لابتعاث آلاف من منسوبي القطاع للتدريب فيها . كما تـم تدريب وتأهيل الآلاف من منسوبي القطاعات الحكومية والأهلية في مجالات السلامة والحماية المدنية.

### الرياضة
1. حقق الدفاع المدني المركز الأول وكاس سمو سيدي وزير الداخلية العام فـي بطولـة الأمير نايف في جميع الألعاب عام 1410هـ.
2. حقق منتخب الدفاع المدني لاختراق الضاحية المركز الأول وكأس سمو سيدي وزيـر الداخلية على مستوى قطاعات قوى الأمن الداخلي لعام 1410هـ.
3. حقق منتخب الدفاع المدني المركز الثاني في بطولـة الأميـر نـايف علـى مسـتوى القطاعات في جميع الألعاب لعام 1414هـ.
4. حقق منتخب الدفاع المدني بطولة السداسيات والمركز الأول والتي نظمتها جامعة الملك سعود على مستوى الأندية والهيئات الحكومية لعام 1417هـ.
5. حقق منتخب الدفاع المدني لاختراق الضاحية المركز الأول لبطولة المملكـة للهيئـات والتي أقيمت يوم الاثنين الموافق 4 شعبان 1419 هـ.
6. حقق الدفاع المدني لكرة القدم المركز الأول وذلك في بطولة السداسيات التـي نظمهـا الاتحاد الرياضي السعودي لقوى الأمن الداخلي خلال الفترة من 15 رمضان 1419هـ.
7. حقق منتخب الدفاع المدني للرماية المركز الأول في بطولة الهيئات لجميـع الأسـلحة والتي أقيمت على ميد ان الرماية بمدينة تدريب الأمن العام على المسـتوى المبتـدئين 1419-1420هـ.
8. قامت إدارة الشؤون الرياضية وبجهود ذاتية بالعمل على إنشاء منشأة رياضية مكونـة من ملعب كرة قدم (مزروع) ومدرجات ومنصة رئيسية وصالة رياضية لجميع الألعاب وجاري العمل الآن على إنشاء مسبح نصف أولمبي مغطى بمواصفات عالية جدا ً.
9. تقوم إدارة الشؤون الرياضية بالتنسيق مع الاتحاد السعودي لقوى الأمن الداخلي بعمـل دورات مختلفة وذلك في الإدارة والتنظيم في المجال الرياضي وكذلك التربيـة البدنيـة الأساسية وألعاب الدفاع عن النفس وجميع هذه الدورات تقام على ملاعب وق اعات معهد إعداد القادة بالرياض.
10. حقق منتخب الدفاع المدني المركز الأول على كـأس وزيـر الداخليـة لاختراق الضاحية لعام 1421هـ كما حقق منتخب الدفاع المدني لكرة القدم المركـز الثاني في تلك البطولة.
11. حقق منتخب الدفاع المدني المركز الأول في سـباق المـارثون الـذي نظمـه مستشفى قوى الأمن الداخلي بمناسبة اليوم العالمي لمكافحة التدخين لعام 1421هـ.
12. تقوم إدارة الشؤون الرياضية بتدريب منسوبي المديرية العامة للـدفاع المـدني والملتحقين بالدورات في السباحة والغطس والتي يتم عقدها سـنويا ً بمركـز التـدريب بالرياض وكذلك عقد دورات التربية البدنية بإدارة الشؤون الإدارية بالشفاء.
13. تقوم إدارة الشؤون الرياضية بإقامة نشاطات رياضية مختلفة في بعض الألعاب الفردية والجماعية وذلك لمسنوبي القطاعات وابنائهم في السباحة ورفع الأثقال ورفـع معدل اللياقة البدنية والتايكوندو والجودو.
14. تقوم إدارة الشؤون الإدارية ب التنسيق مع الاتحادات الرياضية التابعة للرئاسـة العامة لرعاية الشباب ومعهد إعداد القادة بإلحـاق أي مـدرب أو إداري أو رياضـي ممارس لاي من الألعاب الفردية أو الجماعية بدورات تدريبية وإدارية تعقد لديهم.
15. المشاركة في بطولة العالم بسيدني للأطباق باستراليا للرماية فـي الفتـرة مـن 10-26 ذو الحجة 1420هـ.

### مركز الدراسات والبحوث
أن الهدف من إنشاء مركز الدراسات والبحوث هو عمل الدراسات والبحوث اللازمـة لتطـوير أعمال الجهاز وآلياته لتكون ملائمة للعمل حسب طبيعة المنطقة وذلك بالتنسيق مع الجهات ذات العلاقة. وقد قام مر كز الدراسات والبحوث في الدفاع المدني بجهود كبيرة في مجال تحديث وتطوير الآليات وفيما يلي أهم إنجازات المركز:
- تم إعداد المواصفات الفنية لجميع الآليات التي تم تأمينها للدفاع المدني وكـان آخرهـا المواصفات الخاصة لعدد (460) سيارة (إطفاء – إنقاذ – سلالم – سنوركل) والتـي أمنت مباشرة على طريق أربع شركات عالمية متخصصة في هذا المجال.
- قام المركز بتطوير أداء وآليات الدفاع المدني وذلك بتركيب مضخة وقاذف لاستخدامها كسيارة إطفاء إلى جانب المهمة الرئيسية وهي نقل المياه.
- قام المركز بتشكيل فريق بحث علمي خاص بالأبحاث الميدانية يع مل خلال مواسم الحج فقط بغرض رفع مستوى الأداء الميداني لفرق الدفاع المدني بالمشاعر المقدسة، حيـث قدم خلال العشر سنوات الماضية العديد من البحوث الميدانية والتي كان لها الأثر فـي تطوير خدمات الدفاع المدني وبعض القطاعات الأمنية الأخرى وذلك من خلال عناصر متخصصة ومؤهلة.

بيان ببعض من الدراسات والبحوث المعدة من قبل منسوبي الجهاز:
| مدراء الدفاع المدني منذ نشأته |           | |
| الدفاع المدني السعودي         |           | |
| الأسم                         | الرتبة    | نبذة مختصرة |
| علي إبراهيم طلبه              | -         | مدني |
| فائز محمد العوفي              | فريق أول  | ولد عام 1349هـ تدرج في الرتب العسكرية حتى حصل على رتبة فريق أول، عين رئيسا لفرقة مطافي العاصمة عام 1368هـ 1369هـ ثم عين رئيسا عاما لفرقة المطافي عام 1370هـ حتى 1387هـ عين مدير عام الدفاع المدني من عام 1389هـ حتى 1395هـ. |
| عبد الغني حسن علي جاوا        | لواء      | ولد عام 1354هـ - تدرج في الرتب العسكرية حتى حصل على رتبة لواء، عين مساعد لمدير عام الأمن العام لشئون الدفاع المدني عام 1395هـ - 1396هـ.                                                                                     |
| كمال سراج الدين مرغلاني       | لواء      | ولد عام 1355هـ. تدرج في الرتب العسكرية حتى حصل على رتبة لواء، عين مديرا عاما للدفاع المدني عام 1387هـ حتى عام 1389هـ. عين مساعدا لمدير الأمن العام لشئون الدفاع المدني عام 1396هـ حتى 1400هـ.                               |
| هاشم سليمان عبد الله عنقاوي   | لواء[ ؟ ] | ولد عام 1355هـ. تدرج في الرتب العسكرية حتى حصل على رتبة لواء. عين نائب مساعد مدير الأمن العام لشئون الدفاع المدني عام 1398هـ - 1400هـ ثم مديرا للإدارة العامة لشئون الدفاع المدني عام 1400هـ حتى 1403هـ.                    |
| هاشم محمد عبد الرحمن          | فريق      | ولد عام 1356هـ تدرج في الرتب العسكرية حتى حصل على رتبة فريق، عين مدير عام الدفاع المدني عام 1403هـ - 1417هـ. |
| محمد بن على السحيلي           | فريق      | ولد عام 1357هـ. تدرج في الرتب العسكرية حتى حصل على رتبة فريق. عين مدير عام الدفاع المدني اعتبارا من 1417هـ حتى 1420هـ. |
| سعد بن عبد الله التويجري      | فريق      | تدرج في الرتب العسـكرية حتى حصل على رتبة فريق عين مديرا عـاما للدفاع المدني من 1420هـ حتى 1435هـ. |
| سليمان بن عبد الله العمرو     | فريق      | تدرج في الرتب العسكرية حتى عين مديرا عـاما للدفاع المدني اعتـبارا من 1435هـ، حتى 1444، حصل على رتبة فريق بالأمر الملكي رقم أ 30 الصادر بتاريخ 1436هـ.                                                                       |
| حمود سليمان الفرج             | لواء      | تدرج في الرتب العسكرية حتى عين مديرا عـاما للدفاع المدني اعتـبارا من 1444هـ، حتى الآن |

| مركز الدراسات والبحوث |                                                                                        |                              |
| م                     | عنوان البحث أو الدراسة                                                                 | اسم المعد                    |
| 1                     | سبل الوقاية من الحريق في منطقة المشاعر                                                 | مركز الدراسات والبحوث        |
| 2                     | مدى استجابة الحجاج لوسائل التوعية                                                      | مركز الدراسات والبحوث        |
| 3                     | العوائق والصعوبات التي تواجه فرق الدفاع المدني عند الانتقال للحرائق في المشاعر المقدسة | مركز الدراسات والبحوث        |
| 4                     | مشروع الخيام الجديدة ومتطلبات التغيير في مهام وأعمال الدفاع المدني                     | مركز الدراسات والبحوث        |
| 5                     | النظام التطوعي للدفاع المدني                                                           | لواء/ محمد حمزة سيبية        |
| 6                     | الإرهاب باستخدام المتفجرات                                                             | عميد/ عبد الرحمن أبكر ياسين  |
| 7                     | بيئة العمل وعلاقتها بإصابة رجل الدفاع المدني                                           | فريق/ سليمان عبد الله العمرو |
| 8                     | دور عمليات الطوارئ في أعمال الدفاع المدني                                              | مقدم/ علي عطا الله القثامي   |
| 9                     | مدى تلبية البرامج التدريبية بالمعهد للاحتياجات التدريبية للعاملين                      | مقدم/ محمد عبده الصهدي       |
| 10                    | تطبيق قواعد السلامة المنزلية وأثرها في الحد من الحوادث المنازل                         | رائد/ حسن                    |

## الشؤون الإدارية والمالية

### تطوير الآليات والمعدات
القدرة على مواجهة الأخطار الناجمة عن الكوارث مهما كان حجمها صغيرا أم كبيرا طبيعيـة كانت أ م صناعية كل ذلك يعتمد في الدرجة الأولى على ما يتوفر لدى رجال الدفاع المدني وبين ايديهم من قدرات وإمكانيات آلية مجهزة فنيا ً عاليا ً وفي حالة تشغيلية جيدة تمكنهم مـن تأديـة مهامهم على الوجه المطلوب.
وعندما نستعرض هذه الإمكانيات الآلية التي ساهمت في تطوير خدمات الدفاع المـدني علـى مدى الأعوام الماضية، يتضح لنا الجهود المبذولة من قبل حكومة خادم الحرمين الشريفين فـي توفيرها وتأمينها والاستفادة من كل ما هو جديد في هذا المجال والحرص على تلبية الاحتياجات اللازمة لأعمال الدفاع المدني من آليات ومعدات في جميع أنحاء المملكة.
وفيما يلي نورد مراحل توريد عربات الإطفاء والإنقاذ منذ ما يزيد عن عشرين عاما ً:
• قبل عام 1402هـ قامت المديرية العامة للدفاع المدني بتوريد عـدد (1037) عربـة إطفاء أمريكية الصنع مجهزة بمضخات إطفاء وذات مواصفات تتلاءم مع طبيعة المهام الإطفائية.
• في عام 1403هـ تم توريد عدد (210) عربة إطفاء وهي عربات ذات تقنيات جيدة، نمساوية الصنع مجهزة بتجهيزات فنية متطورة ولا زالت في الخدمة حتى اليوم.
- في عام 1407هـ ظهرت الحاجة إلى وجود عربات إطفاء صغيرة قادرة على التدخل السريع في الأماكن الضيقة فقامت المديرية العامة بت وريد عدد (10) عربة إطفاء وهي إيطالية الصنع وثبت قدرتها على تحقيق الأغراض التي أمنت مـن أجلها. ولا زالت في الخدمة حتى اليوم.
- في عام 1409هـ تم توريد (25) عربة مخصصة لعمليات الإنقاذ نمساوية الصـنع مجهزة بتجهيزات فنية متطورة.
- في عام 1410هـ اكتمل تو ريد عدد (600) عربة إطفاء عن طريق إحدى المؤسسات الوطنية وتتميز هذه العربات عن غيرها سعتها لأكبر كمية من المياه فهي من نوع وايت لا تقل سعته عن (4000) جالون مجهزة بمضخة إطفاء وثبت كفاءتها عمليا ً وأغلب فرق الإطفاء تعتمد عليها بشكل أساسي في تنفيذ عمليات الإطفاء.
- في عام 1419هـ صدرت الموافقة على توريد أسطول من المعدات والآليات المدني بلغ مجموعها (460) آلية من بيرس وأمير جنسي ون الأمريكية وشركة بـاي الإيطالية وكانت هذه الآليات على النحو التالي:

- شركة بيرس:

إطفاء صناعية.
إطفاء كبيرة.
سيارة سلالم.
- شركة امير جينسي ون:

سيارة السنوركل.
- شركة باي الإيطالية:

إطفاء صغيرة.
إنقاذ صغيرة.
واكتمل توريد هذه العربات وأدخلت الخدمة في جميع أنحاء المملكة لتواكب التطور العمرانـي والصناعي الذي وصلت إليه المملكة العربية السعودية.
- وفي نفس العام تم توريد عدد (60) عربة إطفاء من نوع (وايت) لفعاليتها عملياتيا ً من إحدى المؤسسات الوطنية.
- في عام 1422هـ تم توقيع عقد توريد (365) سيارة مجهزة من عدة جهات وعدد من الأجهزة والمعدات الفنية التخصصية.
- لقد خصص لأعمال الدفاع المدني في مواسم الحج ما يقارب من (200) عربة ومعـدة وجهاز يتم تخزينها في م ستودعات قريبة من مكة المكرمة وتهيئتها وتجهيزهـا سنويا ً لهذا الغرض، بالإضافة إلى اعتبارها مخزون لإسناد مديريات الدفاع المدني بالمنـاطق في الحالات الطارئة.
- إضافة إلى ما سبق قامت المديرية العامة للدفاع المدني خلال الأعوام السـابقة بتوريـد عربات متنوعة عن طريق الش ركات والمؤسسات الوطنية لتلبية الاحتياجـات الإدارية مثل النقل والخدمات ودوريات السلامة والدراجات النارية وكذلك المعدات الفنية والتجهيزات المحمولة أو المقطورة ساعدت جميعها في تقديم الإسناد الإداري والفني في ميادين العمل.

### الآليات والتجهيزات الفنية
1. رافعة 50 طناَ
2. سنوركل 28
3. سيارة إطفاء صغيرة باي
4. سيارة التدخل في حوادث انهيارات المباني والزلازل
5. غرفة عمليات متنقلة
6. وحدة إنارة على عجل
7. سلالم 30 متراً
8. سيارات التدخل في الحوادث الصناعية والمواد الخطرة
9. سيارة إطفاء كبيرة بيرس
10. سيارة إنقاذ صغيرة باي
11. غراف شيول1
12. غراف شيول2
13. قارب إنقاذ مطاطي
14. وحدة تكسير للإنقاذ
15. سلالم 52 متراَ
16. سيارة إطفاء الحرائق الصناعية
17. سيارة إطفاء وإنقاذ مزدوجة
18. سيارة دفع الهواء وطرد الدخان
19. وايت بقاذف ومضخة عادي ومطور

## الشؤون الفنية

### التشغيل والصيانة
- الهدف:

تحقيق أفضل مستويات التشغيل والصيانة في جميع مراحلها للآليات والمعدات والأجهزة الفنيـة والتجهيزات الإدارية في جهاز الدفاع المدني لكافة مناطق المملكة.
الانجازات:
- نشر خدمات الصيانة التشغيلية والوقائية والإصلاحية في جميع مناطق المملكـة لكافـة الآليات والمعدات والأجهزة العاملة بفروع الدفاع المدني من خـلال العمـل بسياسـة خطوط الصيانة التي تساعد على وجود خدمات الصيانة قريبا ً من مواقع خدمة العربات باستمرار.
- استكمال إحداث شعب الصيانة في جميع مناطق المملكة بنسبة (100%).
- دعم وإسناد أقسام الصيانة لتغطي خدماتها نسبة (56%) من محافظات المملكـة ممـا ساعدها على تنفيذ مهامها على الوجه المطلوب.
- تحقيق أعلى درجة من الاكتفاء الذاتي في أعمال الصيانة والإصلاح عن طريـق ورش الدفاع المدني والحد من تنفيذ الإصلاحات في الورش التجارية.
- اختيار عدد من الضباط والموظفين وتعيينهم في مجالالـت العمـل التـي تتفـق مـع تخصصاتهم وغيرها ويعمل حاليا ً بالإدارة عدد (7) ضباط مهندسين وعدد (30) ضابط في المجالات الأخرى . والتعيين على الوظائف الشاغرة ليصبح عدد العـاملين (542) في الوقت الحاضر.
- في عام 1418هـ تم تعميم شبكة الحاسب الآلى على جميع ورش الصيانة للاسـتفادة منها في مجال أعمال الصيانة.
- الرقي بمستوى أعمال الصيانة لتواكب التقدم النوعي والكمي في الآليـات والمعـدات بالدفاع المدني وذلك من خلال إدخال تقنيات متقدمة في أجهـزة الفحـص والم عـايرة وتشخيص الأعطال.
- على مدى العشر سنوات الماضية تم تدريب وتأهيل ما لا يقل عن (400) متدرب فـي مجال أعمال الصيانة منهم (121) متدربا ً تلقوا تدريبهم خارج المملكة لـدى مصـانع عربات الإطفاء المؤمنة حديثا ً.
- تنفيذ سياسات توريد وتخزين وصرف قطع الغيار طبقا ً لمعدلات ا لاستهلاك والاحتيـاج الفعلي.

### الشؤون الهندسية والمشاريع
الهدف:
دراسة وتحديد المشاريع الإنشائية التي تحتاجها المديرية العامة للدفاع المدني وفروعها والتـي تتلاءم مع طبيعة أعمال جهاز الدفاع المدني والعمل على توفيرها في كافة مناطق المملكة وتنفيذ خطط إحلال المباني الحكومية محل المباني المستأجرة مع متابعة صلاحيتها والمحافظة عليهـا بصفة مستمرة.
الإنجازات:
لقد حققت هذه الإدارة انجازات كبيرة ساهمت في توفير مباني حكومية منتشرة في جميع أنحاء المملكة سواء من حيث تصميم وتنفيذ المباني أو استئجارها للوفاء بمتطلبات المراكز والوحدات في هذا المجال وفيمـا يلي استعراض لأهم تلك المنجزات.
| الشؤون الهندسية والمشاريع |             |       |                                                                          |                                                                  |
| الدفاع المدني السعودي     |             |       |                                                                          |                                                                  |
| التاريخ                   | نوع العملية | العدد | نوع المشروع                                                              | ملاحظات                                                          |
| ما قبل عام (1400هـ)       | تنفيذ       | 58    | مبنى لمركز الدفاع المدني                                                 | في مختلف مناطق المملكة                                           |
| (1401-1405هـ)             | إنشاء       | 70    | مبنى ما بين مراكـز وإدارات ومسـاندة بالدفاع المدني في جميع أنحاء المملكة | منها (33) مبنى لوحدات الدفاع المدني بالحج                        |
| (1406-1408هـ)             | إنشاء       | 47    | مبنى لمراكز وفرق ومباني مساندة للدفاع المدني في جميع أنحاء المملكة       | منها عدد (20) مبنى لوحـدات الـدفاع المـدني بالحج                 |
| (1409-1410هـ)             | تنفيذ       | 13    | مبنى لمراكز ووحدات ومباني مساندة للـدفاع المدني                          | مراكز ووحدات مساندة                                              |
| (1411-1418هـ)             | تنفيذ       | 23    | مبنى لمراكز وفرق للدفاع المدني بجميع مناطق المملكة                       | بالإضافة إلى تنفيذ عدد (8) مباني لوحدات الدفاع المدني بالحج[ ؟ ] |

### الاتصالات السلكية واللاسلكية
الهدف:
تأمين الاتصالات السلكية واللاسلكية ونظم الإنذار في حالة الحرب والكوارث للمديرية العامـة للدفاع المدني وكافة الأجهزة والفروع التابعة لها وايجاد وسائل الاتصال المناسبة لأعمال الدفاع المدني التي تربط مسرح العمليات بالمراكز والفر ق وربط المديريات بالأجهزة الحكوميـة ذات العلاقة من خلال اختيار أفضل الأجهزة وأكثرها ملائمة لاحتياجات وطبيعـة العمـل بالـدفاع المدني وكذلك العمل على استمرار صيانتها وضمان حسن استخدامها.
الانجازات:
على مدى عشرين عاما ً حققت الإدارة العامة للاتصالات إنجازات وفيما يلي أهم الإنجازات:
- بحلول عام 1403هـ قامت هذه الإدارة بتأسيس شـبكات اتصـال لا سـلكية بكامـل تجهيزاتها من غرف عمليات وأبراج وأجهزة يدوية وأخرى مركبـة علـى عربات،

ومحطات، وشواحن ساعدت هذه الأنظمة في توفير خدمات الاتصال ليس على نطـاق كل منطقة فسحب بل ساعدت على إمكانية الاتصال على المدى البعيد بين فروع الدفاع
المدني بالمملكة من خلال أنظمة الاتصال بعيد المدى، ويمكن القـول أن الاحصـائية التقريبية لهذه التجهيزات بمختلف أنواعها تصل إلى ما يقـارب مـن (6000) وحـدة جميعها تقنيات مساعدة وبشكل رئيسي على الاتصال بـين عناصـر التنظـيم ميـدانيا ً بالإضافة على الإنجازات التي تحققت في مجال الاتصال السلكي بالتنسيق مـع وزارة البرق والبريد والهاتف من خطوط هاتفية وساخنة وخدمات الفاكس والتلكس والنداء الآلي تصل إلى ما يقارب من (3000) خط متنوع الأغراض والاستخدامات.
- ومن الإنجازات التي تحققت في مجال الاتصال للمديرية العامة للدفاع المدني باعتبارها إحدى القطاعات الأمنية التي تسهم في خدمة ضيوف الرحمن، ففي عام 1421هـ تـم تأسيس شبكة إتصال لاسلكي وشبكة بث تلفزيوني مباشر وشبكة اتصـالا ت لا سـلكية بسعة (247) خط هاتفي متنوع بالإضافة إلى تجهيز غرفة عمليات المشاعر.

## شؤون العمليات

### الحماية المدنية
لقد أجمعت معظم التشريعات بالدول التي تأخذ بهذه التسمية على أن الحماية المدنية هي: حماية ونجدة الإنسان والممتلكات في كل الظروف، في أثناء الحروب والاضطرابات والنكبات.
وتعرف وفق مهامها وأهدافها في المملكة بأنها: الوقاية من الأخطار الطبيعية والصناعية والحربية والتخفيف من نتائجها، وتوحيد الجهود لمواجهة تلك الأخطار، والعمل على استمرار عمل المرافق الهامة، وتنفيذ الإجراءات والأعمال المناسبة لحماية الأرواح والممتلكات العامة والخاصة تحت كل الظروف.
إن فكرة الحماية من الأخطار (الزلازل- البراكين- الرياح- الأعاصير... إلخ) وأخطار الحروب قديمة بقدم الإنسان، وبتقدم الأزمان وتطور المجتمعات البشرية وازدهار الصناعات والعمران، وما يترتب عن التكنولوجيا الحديثة من مخاطر، إلى جانب الكوارث والنكبات المختلفة التي تحدث من حين لآخر، تطور التفكير الإنساني في ميدان الحماية، وذلك بقصد المحافظة على العنصر البشري والاقتصادي، ولا سيما أن أسلوب التنظيم الحديث للحياة الاجتماعية صار يهدد في كل حين بانفجار كارثة، وخاصة في المدن الكبرى حيث يتراص مئات الآلاف من السكان، وتنتشر المركبات الصناعية الضخمة، وتتراكم أنواع المواد المهلكة؛ مما جعلها ملتقى لكل المخاطر والنكبات، بالإضافة إلى ما يطرأ في بعض الدول من اضطرابات ونزاعات مسلحة أو حروب من حين لآخر، كل ذلك حدا بأغلبية دول العالم إلى التفكير في إنشاء جهاز توكل إليه حماية الإنسان وممتلكاته من الأخطار.
وتعد بريطانيا الدولة الوحيدة في العالم التي نظمت الحماية المدنية منذ عام 1935م، حيث وضعت التدابير الاحترازية ضد الغارات الجوية؛ مما جعل مجلس الدفاع المدني يقر خدمة الدفاع المدني السلمي سنة 1940م. أما بقية الدول المشاركة في الحرب العالمية الثانية فإنها لم تكن مهيأة لمجابهة الكوارث التي حلت بالأشخاص والممتلكات؛ ذلك لأن الحماية المدنية لم تكن موجودة ضمن هرم الدولة، ولم يخطر على بال السلطات الحكومية قبل الحرب العالمية الثانية أن تضع نظامًا عامًّا وشاملاً على الصعيد الوطني يطبق زمن السلم، فبقي شأن الكوارث الطبيعية متروكاً للسلطات المحلية كالبلديات والقرى، فلا نظام ولا إعداد، فعند وقوع الكارثة يتدخل الأهليون والمتطوعون الذين يقومون بنشاطات مختلفة وغير منسجمة فيما بينها. ولقد ظهر الشعور بضرورة تنظيم هيكل الحماية المدنية بشكل جدي سنة 1960م حيث شمل الإحساس كل دول العالم. والحماية المدنية في المملكة العربية السعودية معنية بتنفيذ كثير من المهام الموكلة لها على مستوى المديرية العامة للدفاع المدني ممثلة لوزارة الداخلية.
الهدف:
الحماية المدنية تعني الوقاية من الأخطار الطبيعية والصناعية والحربية والتخفيف من نتائجهـا وتوحيد الجهود لمواجهة تلك الأ خطار والعمل على استمرار عمل المرافـق الهامـة ووضـع الإجراءات والأعمال المناسبة لحماية الأرواح والممتلكات العامة والخاصة تحت كل الظروف.
وقد مرت الحماية المدنية منذ نشأتها بعدة مراحل:
1- تم استحداث الحماية المدنية في بدايتها تحت اسم (إدارة الإغاثة والحماية من الكوارث) عام 1402هـ، وترتبط بها عدة شعب هي:
- شعبة مجلس الدفاع المدني.
- شعبة الإخلاء والإيواء.
- شعبة المخابئ.
- شعبة الإغاثة.
- شعبة الإنذار والإظلام.
- شعبة التنسيق والمتابعة.

2- تم تعديل هيكل الحماية المدنية عام 1406هـ لتكون تحت اسم (مساعد المدير العام للحماية المدنية):
- إدارة اللجان المحلية.
- إدارة الإخلاء والإيواء.
- إدارة المخابئ.
- إدارة الإنذار والإظلام.
- إدارة الإغاثة
- إدارة التنسيق والمتابعة
- إدارة شئون المتطوعين

3- أعيد تشكيلها في عام 1408هـ وتغير اسمها إلى (شؤون الحماية المدنية) وتحوي عدة إدارات:
- إدارة الوقاية الفنية.
- إدارة المتطوعين.
- إدارة نظم الإنذار والاتصالات.
- إدارة تخطيط وتنسيق العمليات.
- إدارة الإغاثة واستعدادات الطوارئ.
- إدارة تحليل المخاطر.

4- أعيد تشكيلها في عام 1409هـ وتغير اسمها إلى (الإدارة العامة لشؤون الحماية المدنية)، وتحوي الإدارات التالية:
- إدارة التخطيط للطوارئ.
- إدارة نظم الإنذار والاتصالات.
- إدارة الوقاية الفنية.
- إدارة شؤون المتطوعين.
- إدارة تحليل المخاطر.
- إدارة الإغاثة واستعدادات الطوارئ.

5 - أعيد تشكيلها في عام 1416هـ وتغير اسمها إلى (الإدارة العامة للحماية المدنية)، وترتبط بها الإدارات التالية:
- إدارة تحليل المخاطر.
- إدارة نظم الإنذار والتوجيه.
- إدارة البرامج والتوثيق.
- إدارة التخطيط للطوارئ.
- إدارة الاستعداد والمواجهة.

الإنجازات:
| شؤون العمليات        |                                                                                               | |
| الحماية المدنية      |                                                                                               | |
| التاريخ              | نوع الإنجاز                                                                                   | ملاحظات |
| 17 رجب 1411هـ        | تأمين وتوريد مائة (100) صافرة إنذار موديل 6024                                                | صناعة فيدرال سيجنال أمريكية من قبل شركة الأمان للتجارة والصيانة |
| 1411هـ               | تأمين وتوريد (90) صافرة إنذار                                                                 | متنقلة |
| 1413هـ               | تأمين وتركيب عدد ثلاث (3) محطات تشغيل لمائة صافرة                                             | بمدينة الرياض |
| 28 محرم[ ؟ ] 1419هـ  | اعتماد مواصفات نظام الإنذار العام                                                             | بكافة مناطق المملكة العربية السعودية |
| ذي الحجة 1418هـ      | صدور لائحة تنظيم قواعد ووسائل الإنذار في حالتي السلم والحرب بالقرار الـوزاري رقم دف/6/و/2/12. | وهي تقوم بعملية تنظيم استخدام نظام الإنذار المبكر – صافرات الإنذار – في حالتي السلم والحرب حيث تحدد الاشتراطات الفنية لأنظمة وسلامة الإنذار ومهام ومسؤوليات الجهـات ال حكومية ذات العلاقة بعملية استخدام نظام الإنذار بالإضافة إلى تحديد نغمات صافرات الإنذار وإقامة التجارب السنوية لنظام الإنذار في جميع مناطق المملكة. |
| 24 ربيع الأول 1421هـ | إصدار لائحـة الإغاثـة الفوريـة بـالقرار الـوزاري رقـم 2/1/و/4/دف.                             | حيث تشرح متى تقدم الإغاثة وعنا صر الإغاثة من طعـام، كسـاء، مأوى، علاج مع مراعاة الظروف المحيطة بالمتضررين والخدمات الأخرى مثل الكهرباء، المياه، النظافة، الصيانة والوقت اللازم لتقديم الإغاثة ومتى تنتهـي وتحديـد مسؤولية وزارة المالية والاقتصاد الوطني في توفير المبالغ اللازمة لتنفيذ كافة الأمور الواردة باللائحة.    |
| 15 محرم[ ؟ ] 1422هـ  | إصدار لائحة المتطوعين بالقرار الوزاري رقــم 2/12/و/1/دف.                                      | (وهي لائحة تعني بأمور المتطوعين من حيـث – شـروط قبـول المتطوع- تصنيف المتطوعين – تحديد مجالات متى يتم استدعاء المتطوعين – الالتزامات والحقوق والمزايا للمتطوعين – زي المتطوع – بالإضافة إلى تحديـد أدوار الجهات الحكومية الأخرى).                                                                                         |
| 15 محرم[ ؟ ] 1418هـ  | إصدار لائحة تنسيق أعمال الطوارئ في المطارات بالقرار الوزاري رقم 2/12/و/1/دف                   | (وهي لائحة تنسيقية تحتوي على مواد تحدد مسؤوليات ومهام الجهات الحكومية لعمليات مواجهة حوادث سقوط الطـائ رات داخـل حرم المطار أو خارجه حيث تتولى رئاسة الطيران المدني مسؤولية قيادة الحوادث التي تقع داخل حرم المطار بينما يتولى الدفاع المدني مسئولية الحوادث التـي تقـع خـارج المطار).                                    |

كما تم إنجاز العديد من أهداف الحماية المدنية منها:
- إعداد المواصفات الفنية الخاصة بالمخابئ.
- إعداد الدليل الإرشادي لحجاج بيت الله الحرام للوقاية من أخطار الكوارث الصناعية والطبيعية.
- إصدار الخطة العامة لتدابير الدفاع المدني في حالات الطوارئ لكافة الأعوام.
- إصدار التعليمات المستديمة لانتقال وحدات الدفاع المدني بين دول مجلس التعاون لدول الخليج العربية في حالات الطوارئ.
- المشاركة في إعداد قواعد خطط الطوارئ بالمستشفيات.
- إعداد الخطة العامة للإخلاء.
- إعداد خطة إحلال بدل العمالة المفقودة أثناء حالات الطوارئ بـالوزارات والمصالح الحكومية والمرافق العامة.
- إعداد خطة توفير المواد البترولية أثناء حالات الطوارئ.
- إعداد خطة تدعيم المرافق الحيوية من المتطوعين المتخصصين من طلاب الجامعـات والكليات والمعاهد العلمية.
- إزالة معظم الصخور الآلية للسقوط بمنطقة المشاعر المقدسة بالتعاون مع شركة تطوير منى.
- معالجة تلوث المياه في مناطق مختلفة بالتعاون مع وزارة الشؤون البلدية والقروية.
- معالجة التشققات الأرضية والهبوط الأرضي والحركات الأرضية بمناطق مختلفة مـن المملكة.
- تقييم مستوى الخطر الزلزالي بمنطقتي جازان وتبوك.
- تحديد المخاطر المحتملة على خزانات المياه بمنطقة ا لمشاعر المقدسة نتيجـة للهـزات الأرضية.
- تحديد مخاطر تساقط الصخور بجبل الرحمة ووضع الحلول الهندسية لها.
- تحديد المناطق المحتمل تعرضها للسيول بمنطقة المشاعر المقدسة.
- إعداد أدلة إرشادية لكيفية التدخل في كلا من الحوادث (الصناعية – الإشعاعية – الطبيعية – الكيميائية).
- بدء تطبيق فكرة الاستفادة من المتطوعين في حج عام 1407هـ ولأول مرة في تاريخ الدفاع المدني.
- تأمين التجهيزات الفنية الخاصة بالكشف والوقاية من المخاطر (الكيميائية – الإشعاعية – الجرثومية – النووية).

مهام واختصاصات الحماية المدنية
تقوم الحماية المدنية بكافة مهام واختصاصات الدفاع المدني في بعض الدول وفي بعض الدول تحدد لهام مهام وأهداف خاصة بها تتولاها إثناء الطوارئ منها:
1. تصنيف المخاطر بمختلف أنواعها ووضع الحلول المناسبة لمواجهتها.
2. الوقاية من الأخطار الطبيعية والصناعية والحربية والتخفيف من نتائجها والعمل على استمرار عمل المرافق الهامة ووضع الإجراءات والأعمال المناسبة لحماية الأرواح والممتلكات العامة والخاصة.
3. التخطيط لمواجهة حالات الطوارئ للمتضررين من آثار الحوادث والكوارث القدرية والصناعية والحروب.
4. وضع الخطط العامة للطوارئ ووضع الأسس التي يتم بها إعداد الخطط التفصيلية ومتابعة اللجان الرئيسية بالمناطق.
5. إعداد الدراسات العلمية والميدانية لتحليل وتحديد المخاطر المحتملة والتنسيق مع كافة القطاعات والمؤسسات الحكومية لإعداد الخطط العامة للتدخل في حالات الكوارث.
6. إعداد نظم التدخل السريع في حالات الطوارئ
7. إعداد الخطط اللازمة للاستفادة من المتطوعين
8. إعداد خطط الإخلاء والإيواء في حالات الحروب والطوارئ.
9. إعداد وتنفيذ الخطط والسياسات والبرامج لتطبيق ما ورد في نظام الدفاع المدني ولوائحه المتعلقة بأعمال الحماية المدنية.
10. تنفيذ ما تنص عليه لائحة المتطوعين وإعداد الخطط اللازمة للاستفادة منهم.
11. التنسيق مع الجهات المختصة لإعداد خطط الإنذار من الأخطار.
12. التنسيق الدائم مع كافة الوزارات والمصالح الحكومية المسئولة عن تنفيذ أعمال الدفاع المدني.
13. تأهيل وتدريب منسوبي الحماية المدنية لمواجهة المخاطر المحتملة.
14. الحماية من أخطار الحروب الكيميائية والجرثومية والنووية (NBC)
15. إقامة معسكرات الإيواء المؤقتة والثابتة لإيواء المتضررين والمشردين.

أقسام الحماية المدنية:
- أولا / تحليل المخاطر:[12]

معنية بالنظر في معرفة وتحديد الأخطار التي تحدث أو تلك التي يحتمل حدوثها في البلاد وتحديد مستلزمات الحماية والإجراءات المطلوبة لمواجهتها
- ثانيا / التخطيط للطوارئ:

معنية بوضع الخطط العامة للطوارئ والحروب وتضع الأسس التي يتم بها إعداد الخطط التفصيلية وتتابع أعمال اللجان الرئيسية بالمناطق وتشرف على إصدار اللوائح والأنظمة الخاصة بأعمال الإدارة العامة للحماية المدنية تنسيقا مع الأمانة العامة لمجلس الدفاع المدني.
- ثالثا / الاستعداد والمواجهة:

تتولى التخطيط لمواجهة حالات الطوارئ للمتضررين من آثار الحوادث والكوارث القدرية والصناعية والحروب والطوارئ من إخلاء وإيواء وإعادة الأوضاع إلى ما كانت عليه والعمل على توفير الطعام والكساء والمأوى المناسب (من الجهات المعنية) لمساعدتهم في العودة على أسرع وجه ممكن إلى ظروف الحياة الطبيعية.
- رابعا / نظم الإنذار والتوجيه:

معنية بالتخطيط لنشر شبكة الإنذار ووضع المعايير والمقاييس العامة لمواصفات المخابئ ومتابعتها وتوعية أفراد المجتمع بأعمال الحماية المدنية وتنظيم الإجراءات التنفيذية لأعمالها وتهيئة غرف ومراكز العمليات لإدارة أعمال مواجهة حالات الطوارئ
- خامسا / البرامج والتوثيق:

معنية بالتخطيط لوضع البرامج اللازمة لتأهيل منسوبي الحماية المدنية ومتابعة إجراءات التعامل مع المستشارين وكذلك توثيق أعمال الحماية المدنية بالحاسب الآلي.
الدفاع المدني والمنظمة الدولية للحماية المدنية
حرصاً على مواكبة التطور العالمي في مجال الدفاع المدني صدرت الموافقة الملكية رقم 5-12-8-1218 بتاريخ 26 جمادى الأول 1381هـ، على انضمام المملكة العربية السعودية إلى المنظمة الدولية للحماية المدنية ومقرها جنيف وتعتبر المملكة من أوائل الدول التي شاركت فيها حيث قامت المنظمة واتخذت شكلها الدولي والقانوني عام 1972م، وتبني المنظمة استراتيجيتها العامة على تحقيق هدفين أساسيين:
الأول: جذب انتباه الرأي العام لدى الشعوب في العالم المعاصر حول الأهمية الحيوية للحماية المدنية وضروراتها الملحة.
الثاني: التعبير عن التقدير والوفاء لما يبذله العاملون في كافة الإدارات الوطنية للحماية المدنية من جهود وما يقدمونه من تضحيات وما يحققونه من إنجازات فيما يعهد إليهم به في مجال مكافحة مواجهة الكوارث.

### الإطفاء
الهدف:
تحقيق أفضل مستوى من الكفاءة والفاعلية للتدخل فـي مواجهة حوادث الإطفاء والكوارث المختلفة في أسباب الحوادث والعمل على تلافيها.
الإنجازات:
1. العمل على توفر الأدوية والمستلزمات الطبية.
2. تحديد أهم الأصناف من المعدات والتجهيزات الفنية.
3. دراسة جميع الظواهر والأحداث بصفة مس تمرة التي تستجد وتتعلـق بأعمـال الإدارة العامة للإطفاء والإنقاذ وإيجاد الحلول المناسبة لها.
4. المشاركة في إعداد خطط الحج.
5. رفع احتياجات كافة فروع الدفاع المدني منح الآليات والسيارات والمعدات والتجهيزات الفنية فيما يتعلق بأعمال الإطفاء والإنقاذ والإسعاف والتحقيق ورفعها سـنويا ً لشـؤون التخطيط والتدريب لإكمال اللازم حيالها لإدراجها في الميزانية السنوية للمديرية العامة للدفاع المدني.
6. تلقي احتياجات الدفاع المدني بالمناطق من المعدات والتجهيزات الفنية بصفة مسـتمرة ودراسة تلك الاحتياجات وتزويدهم بما يتوفر منها.
7. إجراءات الد راسات بمشاركة مديريات المناطق لتحديـد نوعيـات مخـاطر طـوارئ وكوارث الحريق المحتمل وقوعها في مناطق المملكة.
8. دراسة الخطط الفرضية لمواجهة الحوادث التي تعد مـن قبـل المـديريات والإدارات الخارجية ودراسة نتائجها وتقييمها.
9. إعداد التعليمات والإرشادات لكافة فروع الدفاع ال مدني فيما يتعلـق بأعمـال الإطفـاء والإنقاذ والإسعاف والتحقيق سواء الميدانية أو الفنية.
10. التنسيق المستمر مع الجهات المختصة بالمديرية العامة مثل مركز الدراسـات والبحوث حول مواصفات الأجهزة والمعدات.
11. دراسة تنظيم استهلاك مادة الرغاوى أثناء الحوادث لعموم المديريات با لمناطق للتقليل من استهلاكها.

### الإنقاذ
تحقيق أفضل مستوى من الكفاءة والفاعلية للتدخل فـي مواجهة حوادث الإنقاذ والكوارث المختلفة في أسباب الحوادث والعمل على تلافيها.
العناصر الواجب مراعاتها عند تشكيل فرق الإنقاذ: 
كثافة السكان :
كلما زاد عدد السكان في منطقة ما زادت الحاجة إلى زيادة فرق الإنقاذ بها؛ لاحتمال زيادة الخسائر البشرية في حالة وقوع حادث - لا سمح الله- فالمدن الكبيرة تختلف عن الصغيرة، والمناطق المخصصة للمباني العالية يكون الخطر فيها أكبر منه في المناطق الأخرى التي خصصت للوحدات السكنية العائلية.
نوع المباني:
إن المادة الإنشائية للمباني تتحكم بدرجة كبيرة في تشكيل فِرق الإنقاذ وفقا لنوع الخطر الذي يواجه تلك المنطقة، فالمباني الإسمنتية أكبر مقاومة من المباني الطينية ذات الأسقف الخشبية بالنسبة لأخطار الزلازل مثلا، وهذا ماقد يقلص الاحتياج إلى القوى البشرية في الأولى ويزيده في الثانية، إلا أننا نحتاج إلى معدات ثقيلة لرفع الأنقاض عند تهدم المباني الإسمنتية، بينما تقل هذه الحاجة بالنسبة للإنقاذ في المباني الطينية، كما أن الحاجة تكون ماسة للسلالم العالية في الإنقاذ من المباني متعددة الأدوار بينما يكتفي بالسلم العادي ذي الوصلة الواحدة أو الوصلتين في المباني المقامة من دور واحد وهكذا.
درجة تلاصق المباني واتساع المساحة الجغرافية :
يزداد الخطر كلما كانت المباني متلاصقة، فالخطر الناجم عن حريق أوتسرب مادة سامة أو غاز كيماوي أو انفجار عبوة أو سقوط قنبلة في منطقة متلاصقة المباني أكبر منه فيما لو كانت المباني متباعدة، فوجود عدد من فِرق الإنقاذ للمنطقة الأولي أمر ضروري، بينما لا يتطلب الأمر زيادة عدد الفرق في المنطقة الثانية، كما تتأكد الحاجة إلى وسيلة انتقال سريعة فمما لاشك فيه أن المنطقة ستكون واسعة.
نوع الخطر المتوقع ودرجة تعرض المنطقة له :
إن اختلاف الأخطار التي تهدد المنطقة يجعل من الضروري أن يكون هناك فرق مدربة على مواجهة تلك الأخطار سواء كانت متفرقة أو مجتمعة، ولعله من الجدير هنا أن نذكر أن بعض البلدان تهتم بجانب معين من جوانب الإنقاذ وفق الخطر الذي يهدد أراضيها باستمرار، فالتي تقع ضمن المناطق النشطة زلزاليًّا تهتم بتنمية قدرات أفراد فريق الإنقاذ بما يكفل سرعة ودقة الأداء لمواجهة هذا الخطر، وتعمل على تأمين الوسائل والمعدات التي تساعد في اكتشاف المحصورين تحت الأنقاض وإزالة الأنقاض، أما بالنسبة لتلك الدول الواقعة على ضفاف الأنهار ويتهددها خطر الفيضانات فتعمد إلى الاستعداد وتجهيز فرق الإنقاذ والعاملين بها بالتجهيزات والمعدات والآلات التي تسهم في تقليص أضرار تلك الفيضانات.
البناء التنظيمي للإنقاذ
أولا: عامل التخصص:
لا يوجد تنظيم عالمي موحد يقر عددا موحدا لكل وحدة أوفريق إنقاذ، فلقد اختلفت الدول في اختيار العدد الامثل لوحدة الإنقاذ، كما اختلفت في عدد تلك الوحدات التي تشكل منها فرقة الإنقاذ، ومرجع هذا الاختلاف إلى الظروف التي ترى كل دولة أنها تحتم ذلك الاختيار، ولكن الإجماع يكاد يكون شبه تام في تحديد البرنامج المخصص لرجل الإنقاذ والمهام الموكلة إليه، وقد كان الحرص ظاهرا في إجماعهم على ما يلي:-
إن الأخطار وتزايد حجم الأضرار الناجمة عنها حتم أن يكو ن العاملون في فرق ووحدات الإنقاذ من المتخصصين في هذا المجال، ولقد أخذت الدول المتقدمة في مجال الدفاع المدني بهذا المبدأ فنجد أن هناك فرقاً ووحدات خصصت لإنقاذ أولئك الذين حصروا تحت الأنقاض، وأخرى للانهيارات الجليدية، وثالثة للإنقاذ البحري، وهكذا، ولكن بعد أن يكون لديه معلومات وخلفية جيدة عن تخصصات الدفاع المدني الأخرى، ولقد أوجب هذا التخصص تلك المسؤولية الجسيمة الملقاة على عاتق رجل الإنقاذ لكي يكون قادرا وبدرجة عالية على أداء عمله بسرعة ودقة لما في ذلك من حماية لمن أصيب وتقليل لعدد الضحايا.
ثانيا: محاسبة المخطئ ومكافأة المجد:
وهو مبدأ يجب ألا يغفل خصوصاً في مثل هذه المهنة التي يحيط بها الخطر من كل جانب، وقد اتفقت الدول التي تقوم أعمال الدفاع المدني فيها على تنظيمات رسمية على ضرورته، وإن كانت تختلف في الطريقة التي يمكن تنفيذه بها في كل دولة وفق ظروفها الاقتصادية والاجتماعية.
القواعد العامة لعمليات الإنقاذ: 
أولا: تحديد مناطق الدمار في المنطقة:
ويمكن تقسيمها إلى ثلاث مناطق:
أ ـ منطقة دمار كلي:
تصاب مباني هذه المنطقة بدمار كلي وهذا معناه كبر كمية الأنقاض التي تملأ الطرق وتمنع عمليات الوصول إلى المنطقة المنكوبة، إضافة إلى تهدم الجسور وتلف الطرق.
ب ـ منطقة دمار متوسط :
تلحق الأضرار والتهدم بالمباني القديمة والضعيفة دون المباني القوية، ويكون مرور فرق الإنقاذ عبر الطرق صعباً، إلا أن الإزالة أسهل من سابقتها.
ج ـ المنطقة المحيطة :
لا يوجد تهدم أو انهيار والطرق مفتوحة ولا يوجد بها إلا بعض حطام الزجاج والأشياء غير الثابتة.
ثانيا: تحديد ممرات لدخول المبنى المتضرر:
وفقاً لنوعية المواد المستخدمة في المباني المتهدمة وحجم والأنقاض يتم تحديد ممرات الدخول، والأفضل في هذه الحال أن يكون المرور إلى داخل الأبنية عبر النوافذ والأبواب، فإذا تعذر ذلك أوكان فيه خطورة على رجال الإنقاذ حددت ممرات تكفل السلامة والأمن لرجال الإنقاذ والمحصورين .
ثالثا: تأمين سلامة منطقة العمليات:
إن الإخطار التي يواجهها فريق الإنقاذ تختلف باختلاف مسببات التهدم أو الانهيار؛ لذا يجب على الفريق ارتداء الملابس الواقية، وأخذ جميع الاحتياطات التي تكفل سلامتهم قدر المستطاع.
قيادة عمليات الإنقاذ من تحت الأنقاض:
1- التقييم (الاكتشاف):
وفيها يتم تقدير الآلات اللازمة لرفع الأنقاض، والعدد الكافي من الرجال لتخليص المحصورين والمتوفين وفقا لكمية الأنقاض واتساع رقعة الدمار، وعدد الضحايا والظروف الجغرافية والمناخية.
2- التفتيش :
يجب أن تتم عمليات التفتيش بطريقة علمية منظمة لتشمل جميع الأنقاض بحيث تقسم المنطقة إلى مربعات، وتوضع علامات على المباني التي تم البحث فيها لتفادي تكرار البحث.
العلامات المستخدمة أثناء تفتيش المباني:
تستخدم علامات مميزة للدلالة على الملاحظات التي لاحظها فريق التفتيش، ويجب أن تكون واضحة في مكان بارز حتى يراها غيرهم من أعضاء فريق التفتيش لكي لا يعاد تفتيش المبني مرة أخرى.
- دائرة خضراء: تم تفتيش المكان ولم يبقَ فيه أحياء أو أموات.
- دائرة سوداء: بناء قابل للانهيار.
- خط أصفر: الغاز والماء والكهرباء مقطوعة عن المبنى.
- خط متموج: في الداخل ماء صالح للاستخدام.

3- إزالة الأنقاض:
وفيها يتم رفع الأنقاض من الطرق لتأمين سير العربات والأفراد المشاركين في العمليات، وحفاظا على السلامة العامة كما يتم رفع الأنقاض عن المباني لتخليص المحصورين .
النقاط الأساسية التي يجب على رجل الإنقاذ التعرف عليها قبل بدء علميات الإنقاذ بالطائرات:
1. ملاحظة اتجاه الرياح وطبيعة المنطقة التضاريسية والتي على ضوئها يحدد مكان دخول سيارات الإنقاذ والمعدات وتحديد أماكن الإخلاء.
2. تحديد موقع الحادث بالنسبة لمداخل المطار.
3. تحديد موقع الحريق في الطائرة إن وجد وملاحظة أكثر النقاط تأثيرا.
4. تحديد درجة خطورة تدفق الوقود إن وجد.
5. تحديد مكان وجود الركاب وطاقم الطائرة .
6. التأكد من العدد الحقيقي للركاب الذين تقلهم الطائرة من واقع إثباتات شركة الطيران والمراقبة الجوية.
7. تحديد مواقع البضائع الخطرة والمنقولة إن وجدت.
8. تحديد مسببات الحادث للتأكد من أن الحادث لم يكن بسبب ارتطام بمبنى أو طائرة أخرى، فقد يكون هناك أفراد من غير الركاب تعرضوا للإصابة ويحتاجون إلى عملية إنقاذ.

9- يجب أن يلم القائد بما يلي: 
أ ـ بطريقة توزيع المقاعد في الطائرة.
ب ـ بالنقاط المحددة للقطع .
جـ ـ مواقع خزانات الوقود .
د ـ عدد مخارج الطوارئ ومواقعها لنوع الطائرة.

### التحقيق
هو مجموعة الإجراءات التي يقوم بها محقق الدفاع المدني لضبط وتوثيق الحوادث وحصر الخسائر البشرية والمادية الناتجة عنها، والتعرف على المتضررين وتحديد سبب وقوع الحادث مستعيناً بمن يلزم من ذوي الاختصاص (أعوان المحقق) لرد الحقوق إلى أهلها ومعاقبة المخالفين لأنظمة السلامة والخروج بالتوصيات والدروس المستفادة لمنع تكرار وقوع حوادث مماثلة.
أهداف التحقيق:
تهدف إجراءات التحقيق إلى الوصول إلى النتائج الآتية:
1. إثبات وقوع الحادث من خلال إجراءات توثيق الحادث (المحاضر، برقيات الإشعار، الإفادات... إلخ).
2. اتخاذ الإجراءات اللازمة لتحقيق الآتي:
3. التعرف على هويات المتوفين والمصابين والمفقودين في الحادث.
4. إحالة المصابين إلى الجهات الصحية لعلاجهم، ولاستصدار التقارير الطبية الأولية عن حالاتهم الصحية ومتابعة سير علاجهم وتحسن حالاتهم الصحية والحصول على التقارير الطبية النهائية.
5. إحالة جثث المتوفين إلى الجهات الصحية للكشف عليها وإعداد التقارير الطبية اللازمة عنها، وتسليم جثث المتوفين لذويهم لدفنها أو لترحيلها بعد استكمال الإجراءات اللازمة لتسليم الجثة واستصدار شهادة الوفاة.
6. حصر الأعيان المادية المتضررة وأعدادها والتعرف على مالكيها وتقدير قيمة الخسارة المادية.
7. تحديد سبب الحادث وكشف المخالفات للأنظمة الوقائية وتحديد المسؤولية.
8. تسليم موقع الحادث.
9. إنهاء إجراءات الحق الخاص.
10. إنهاء إجراءات الحق العام.
11. تقديم التوصيات والدروس المستفادة وإعداد العرض النهائي إلى الحاكم.

### السلامة
الهدف:
تحقيق أفضل مستوى من الكفاءة والفاعلية لتحقيق اشتراطات السـلامة فـي كافـة المنشـآت الخاضعة لنظام ولوائح الدفاع المدني وفق خطط وسياسات وبرامج محددة.
الإنجازات:
من أبرز ما تم إنجازه من قبل الإدارة العامة للسلامة خلال العقدين الماضيين ما يلي :
1. إعداد دليل متطلبات الوقاية للحماية من الحريق في المنشآت والذي تم اعتمـاده علـى مستوى دول مجلس التعاون لدول الخليج العربية عام 1402هـ.
2. إعداد دليل متكامل لمتطلبات الوقاية من الحريق في المنشآت وتم تقديمه كورقة عمـل من المملكة العربية السعودية في اجتماع اللجنة الفنية للأمانة العامـة لمجلـس وزراء الداخلية العرب من أخطار الحليق في 2 ذي الحجة 1420هـ.
3. فيما يخص نقل المواد الخطرة على الطرق فقد تم تنظيم ذلك بإصدار دليل لنقلها يشتمل على معظم المواد الكيميائية المعروفة موضحا ً درجة خطورتها وإجـراءات الطـوارئ لمعالجة حوادثها وذلك بالتنسيق مع وزارة المواصلات وأعد برنامج لذلك في الحاسـب الآلي.
4. فيما يتعلق بالمباني متع ددة الأدوار والعالية فقد تم إعداد التعليمات لها بالإضـافة إلـى إعداد نماذج لإجراء الكشف عليها.
5. المشاركة في اللجنة المختصة لدراسة إدخال تعليمات السلامة في مناهج التعليم بوزارة المعارف والرئاسة العامة لتعليم البنات بهدف رفع درجة الوعي الوقـائي العـام فـي مراحل التعليم العام.
6. التنسيق مع اللجان المعنية حيال إيجاد مدارس متخصصة للسلامة لتأهيل العاملين فـي المنشآت المختلفة لتطبيق قواعد إجراءات السلامة العامة.
7. التنسيق مع الجهات المعنية بوزارة الشؤون البلدية والقروية والأمانات لتحديد منـاطق خاصة بالمستودعات خارج المدن لنقل المستودعات إليها وقد تم تنفيذ ذلك فـي معظـم المدن.
8. وضع تنظيم لاستيراد وبيع وصيانة وتركيب معـدات وأجهـزة الإطفـاء والسـلامة للمؤسسات التي ترغب مزاولة هذا النشاط.
9. إخضاع عدد (6838) منشأة مختلفة تقريبا ً للأشراف الوقائي في جميع مناطق المملكـة وتم تسجيلها في الحاسب الآلي لتسهيل عملية متابعتها.
10. تنظيم حملة لسحب المطفيات الرديئة غير المطابقة للمواصفات السعودية من الأسـواق لخطورتها وتم منع استيرادها.
11. عمل دراسات وتجارب على الخيام المقاومة للحريق في المشاعر المقدسة والتنسيق مع الجهات ذات العلاقة في ذلك لتعزيز مستوى الوقاية والحماية.
12. توفير الآليات والمعدات الخاصة بدوريات السلامة في الحج[ ؟ ].
13. التنسيق مع وزارتي الصناعة والكهرباء والشؤون البلدية والقروية لتحديد مواقع للمدن الصناعية والورش ووضع الاشتراطات والتعليمات الخاصة بحمايتهـا ووقايتهـا مـن الحوادث بالإضافة للالتزام بالمعايير البيئة.
14. التنسيق مع هيئة المواصفات والمقاييس فيما يتعلق بإصدار (نظـام البناء السعودي) والعديد من المواضيع الأخرى.
15. تنظيم المكاتب الاستشارية المختصة بأعمال السلامة وكيفية عملها والشروط المنظمـة لها.

### الإسعاف
كثير من الناس لا يدري كيف يتصرف في الحالات الطارئة؛ لذا يجد الدفاع المدني الناس في حالة ارتباك يتبعها حالة من الخوف وذلك من جراء عدم المعرفة، لكن بالتدريب الصحيح يمكنك تعلم كيفية التغلب على ذلك وكيفية طلب المساعدة الصحيحة وتقديم الرعاية المناسبة التي تحافظ على الحياة. يهدف النظام الإسعافي إلى رفع فرص البقاء على قيد الحياة، وذلك بتوفير العناية الفورية المناسبة في الميدان وخلال رحلة النقل إلى المستشفى.
وهو يقدم الحالات الإسعافية التالية:
- الإسعافات الأولية
- التنفس الصناعي الإنقاذي (قبلة الحياة)
- السكتة القلبية
- الغرق
- لسعات الأفاعي
- لدغة العقرب
- الجروح
- الرعاف
- الحالات الناتجة عن ارتفاع درجة حرارة البيئة
- إصابات العمود الفقري
- التسمم
- الحروق
- النزف
- الكسور

### مركز القيادة والسيطرة
الهدف:
توفير وتهيئة وسائل الاتصال والمعلومات والإمكانيات المناسبة لإدارة ومتابعة مجريات وسـير العمليات الميدانية في أوقات السلم وحالات الحرب بما يحقق السيطرة علـى الموقـف ونقـل الصورة فورا ً للقيادة للتوجيه حسب متطلبات الحالة.
الإنجازات:
1. التنسيق مع الإدارة العامة للشؤون الفنية بمتابعة واستكم ال الخطوط الساخنة بين مراكز وغرف العمليات بالمناطق بعضها ببعض.
2. استكمال الخطوط الساخنة بين مراكز وغرف عمليات المناطق ومركز القيادة والسيطرة بالمديرية العامة.
3. استكمال الخطوط الساخنة بين مركز القيادة والسيطرة بالمديرية العامة والقوات الجوية بالتنسيق مع الإدارة العامة للاتصالات السلكية واللاسلكية.
4. إعداد خطة طوارئ لمركز القيادة والسيطرة لتطبيقها أثناء الحالات الطارئة والكوارث.
5. المتابعة والإشراف عن طريق النهاية الطرفية للتأكد من إدخال كافة حوادث مـديريات المناطق (نظام الحوادث).
6. متابعة التنسيق مع الإدارة العامة للا تصالات السلكية واللاسلكية للتأكد من جميع وسائل الاتصال الموجودة بالمركز (خطوط ساخنة – جهاز فاكس – نهاية طرفية – جهاز بعيد المدى).
7. تحديث وتطوير أجهزة مركز القيادة والسيطرة بوزارة الداخلية بأنظمة وأجهزة جديدة بالتنسيق مع وزارة الداخلية.
8. تمرير جميع البلاغات ا لفورية عن الحوادث المهمة إلى مركز القيادة والسيطرة والتحكم بوزارة الداخلية سواء عن طريق الهاتف الساخن أو الفاكس.
9. تزويد مركز القيادة والسيطرة والتحكم بوزارة الداخلية بوقوعـات الحوادث اليوميـة الواردة من جميع مناطق المملكة بشكل يومي.
10. تأمين أنظمة عرض تشمل جهاز بروجكتر وشاشة عرض وجهاز حاسب آلـي ونظـام للخرائط الرقمية للمملكة.

## العلاقات العامة والإعلام

### الإعلام
الهدف:
تخطيط وتنظيم وتنسيق العلاقات والزيارات والمشاركات الداخلية والخارجية للمديريـة العامـة للدفاع المدني وإعداد خطة شاملة لكافة الأنشطة بما يكفل تنفيذ خطط وسياسات وبرامج المديرية العامة للدفاع المدني إعلاميا ً وثقافيا ً وتوعويا ً.
الإنجازات:
حظيت الإدارة العامة للعلاقات والإعلام بحظ وافر من الدعم في ظل حكومـة المملكة العربية السعودية، وهذه أبرز الإنجا ز التي تحققت وهي:
1- المكتبة:
نظرا ً للدور الحيوي الذي يقوم به الكتاب كرافد مهم من روافد المعرفة فقد تم إنشاء مكتبة الدفاع المدني عام 1407هـ بدأت بمجموعة بسيطة من الكتب حتى أصبحت الآن تحـوي على (12800) اثني عشر ألف وثمانمائة عنوان تشتمل على كتب متخصصة في علوم الدفاع المدني والثقافة العامة.
2- الاستديو التلفزيوني:
يعتبر الاستديو التلفزيوني الموجود لدى الإدارة العامة للعلاقات والإعلام والذي تم إنشائه فـي عام 1408هـ، نقلة نوعية في العمل الإعلامي للدفاع المدني حيث يمكن مـن خلاله إنتاج البرامج الإعلامية في ظل وجود الكاميرات التلفزيونية.
3- غرفة الدفاع المدني للطوارئ الإعلامية:
تم تجهيز هذه الغرفة بأحدث الأجهزة التقنية وهي عبارة عن استديو بث متكامل تم افتتاحها عام 1420هـ، بمقر وزارة الثقافة والإعلام بالرياض وهي تقوم بدور حيوي وهام فـي عملية الاتصال والتنسيق والبث في أوقات الطوارئ[ ؟ ] لتوعية المواطن والمقيم.
4- توعية الحجاج في أوطانهم:
تعتبر هذه الخطوة من الدفاع المدني خطوة مميزة حيث سبقت كافة الأجهزة المعنية الأخرى وتم تنفيذها بنجاح بالتعاون مع سفارات خادم الحرمين الشريفين حيث تم إنتاج فيلم السلا مة بـالحج بعشر لغات ومئات الألوف من المطويات والمطبوعات باربع لغات لتوعية الحجاج في بلدانهم.
- إعداد وطباعة كتاب (الدفاع المدني ومسيرة 74عاما ً) حيث تم من خلالـه رصـد نشـأة وتطور الدفاع المدني منذ عام 1420هـ، حتى عام 1436هـ.
- تم إعداد قاعدة بيانات تشتمل على كا فة المواد التوعوية حول الأخطار المختلفة عن طريق النهاية الطرفية وذلك من أجل توحيد الخطاب التوعوي لكافة فروع المديرية.
- تم إصدار سلسلة كتب التوعية العلمية وهي الآن في إصدارها التاسع.
- إنتاج مائتين وعشرون حلقة توعوية تلفزيونية وإذاعية.
- إنتاج ثلاثون حلقة توعوية كرتونية للأطفال.
- إنتاج برنامج المسابقات (السلامة أولا ً) وكان لدفاع المدني هو الجهاز الأمني الوحيد الذي أنتج مثل هذا البرنامج.
- إعداد وتصميم ستة عشر معرضا ً داخلياً.
- إصدار العديد من المطبوعات الإعلامية (رسالة الدفاع المدني – المشاعر – المؤتمر – المشكاة).

### المؤتمرات
عقدت المديرية العامة للدفاع المدني خلال الأعوام السابقة عدداً من المؤتمرات التي تناولت مختلف الموضوعات والاهتمامات المحلية التي تخص السلامة والدفاع المدني؛ من أجل النهوض بهذا القطاع المهم، ومن أجل حياة آمنة من الأخطار، ولاشك أن هذه المؤتمرات بمؤتمريها وضيوفها ومنظميها وأماكن انعقادها ومناسباتها وأهدافها وقراراتها وتوصياتها ونتائجها المختلفة تشكل جزءاً مهماً من الذاكرة الحية لتاريخ الدفاع المدني.
ولكي تبقى هذه الذاكرة مشتعلة بالوعي الحضاري كان لابد من حصر وجمع كل مؤتمرات الدفاع المدني التي أقيمت في أنحاء المملكة طوال العقود السابقة، وقد اشتملت بيانات كل مؤتمر على العنوان الرئيس، وزمان ومكان الانعقاد، واسم الشخص المفتتح، والمشاركين في جلساته.
المهام
تتلخص مهام إدارة المؤتمرات والندوات فيما يلي:
- الإعداد والتحضير لمؤتمر الدفاع المدني السنوي.
- عقد الندوات الدولية والمحلية التي تعالج مختلف الأمور المتعلقة بمهام ومسؤوليات الدفاع المدني.
- إعداد الزيارات والمشاركات لمنسوبي جهاز الدفاع المدني في مختلف المؤتمرات والندوات والمعارض التي تقام محلياً ودولياً ولها علاقة بأمور الدفاع المدني.
- توجيه ومتابعة وتنفيذ ما ينتج عن توصيات المؤتمرات والندوات التي يعقدها الدفاع المدني، وإعداد تقرير مفصل عنها.
- تجهيز ودراسة البحوث والدراسات التي تشارك فيها المديرية العامة للدفاع المدني في مختلف المناسبات بالتنسيق مع معد البحث.
- إعداد خطة الإدارة السنوية وتنفيذها حسب الجدول الزمني لها.
- تنفيذ كل ما يطرأ من تعليمات ومهام، وله علاقة بعمل الإدارة في حينه.

بلغ عدد المؤتمرات التي عقدتها إدارة المؤتمرات والندوات من تاريخ 1402هـ حتى العام 1421هـ (18) مؤتمرا ً وهي كالتالي:
| المؤتمرات والندوات من تاريخ 1402هـ حتى العام 1421هـ |                                                        |                        |                        |                 |                                                                                         |
| المؤتمر                                             | الشعار                                                 | خلال الفترة من         | إلى                    | بمدينة          | برعاية                                                                                  |
| الأول                                               | البداية                                                | 6 جمادى الأول 1403هـ   | 9 جمادى الأول 1403هـ   | الرياض          | سعادة مدير عام الدفاع المدني                                                            |
| الثاني                                              | الأسس والثوابت بالمديرية العامة للدفاع المـدني         | 15 جمادى الثاني 1404هـ | 19 جمادى الثاني 1404هـ | حائل            | صاحب السـمو الملكي الأمير مقرن بن عبد العزيز أمير منطقة حائل                            |
| الثالث                                              | لانطلاقة                                               | 30 رجب 1405هـ          | 4 شعبان 1405هـ         | الرياض          | صاحب السمو الملكي الأمير نايف بن عبدالعزيز وزير الداخلية ورئيس مجلس الدفاع المدني       |
| الرابع                                              | في ظل نظام الدفاع المدني                               | 19 ذي القعدة 1406هـ    | 23 ذي القعدة 1406هـ    | مكة المكرمة     | صاحب السمو الملكي الأمير نايف بن عبدالعزيز وزير الداخلية ورئيس مجلس الدفاع المدني.      |
| الخامس                                              | المراجعة                                               | 2 جمادى الثاني 1407هـ  | 6 جمادى الثاني 1407هـ  | جازان           | وكيل أمارة منطقة جازان                                                                  |
| السادس                                              | المشاركة العلميـة والأكاديميـة                         | 3 رجب 1408هـ           | 8 رجب 1408هـ           | الدمام          | صاحب السمو الملكي الأمير محمد بن فهد بن عبد العزيز أمير المنطقة الشرقية                 |
| السابع                                              | الخطط والفرضيات في الأعمال الميدانية                   | 11 شعبان 1409هـ        | 15 شعبان 1409هـ        | جدة             | صاحب السمو الملكـي الأمير سعود بن عبد المحسن نائب أمير منطقة مكة المكرمة                |
| الثامن                                              | نحو آفاق أوسع                                          | 17 شوال 1410هـ         | 23 شوال 1410هـ         | المدينة المنورة | صاحب السمو الملكي الأمير عبد المجيد بن عبد العزيز أمير منطقة المدينة المنورة            |
| التاسع                                              | تجربة الدفاع المدني أثناء حرب الخليج                   | 11 ذي القعدة 1411هـ    | 17 ذي القعدة 1411هـ    | الطائف          | صـاحب السـمو الملكي الأمير سعود بن عبد المحسن بن عبد العزيز نائب أمير منطقة مكة المكرمة |
| العاشر                                              | استعدادات الدفاع المدني فـي مواكبـة التنميـة           | 21 ربيع الثاني 1413هـ  | 26 ربيع الثاني 1413هـ  | بريدة           | صاحب السمو الملكي الأمير فيصل بن بندر بن عبد العزيز أمير منطقة القصيم                   |
| الحادي عشر                                          | وقفـة للمراجعـة                                        | 22 جمادى الثاني 1414هـ | 26 جمادى الثاني 1414هـ | أبها            | صـاحب السـمو الملكـي الأمير خالد الفيصل بن عبد العزيز أمير منطقة عسير                   |
| الثاني عشر                                          | نظرة إلى آفاق شاملة                                    | 18 شوال 1415هـ         | 23 شوال 1415هـ         | تبوك            | صاحب السمو الملكي الأمير فهد بن سلطان بن عبد العزيز أمير منطقة تبوك                     |
| الثالث عشر                                          | الواقع بين التخطيط والتنفيذ                            | 14 شوال 1416هـ         | 16 شوال 1416هـ         | سكاكا           | الأمير سلطان بن عبد الرحمن السديري أمير منطقة الجوف[ ؟ ]                                |
| الرابع عشر                                          | سلامة الإجـراءات الإداريـة فـي نجـاح الأعمال الميدانية | 27 شعبان 1417هـ        | 28 شعبان 1417هـ        | الرياض          | صاحب السمو الملكي الأمير سلمان بن عبد العزيز أميـر منطقـة الرياض                        |
| الخامس عشر                                          | الدفاع المدني والمخاطر المعاصرة                        | 23 رجب 1418هـ          | 27 رجب 1418هـ          | الباحة          | صاحب السمو الملكي الأمير محمد بن سعود بن عبد العزيز أمير منطقة الباحة                   |
| السادس عشر                                          | الدفاع المدني ومواجهة تحديات العصر                     | 21 جمادى الثاني 1419هـ | 23 جمادى الثاني 1419هـ | نجران           | صاحب السمو الملكي الأمير/ مشعل بن سعود بن عبد العزيز أمير منطقة نجران                   |
| السابع عشر                                          | الدفاع المدني من التأسيس إلى الترسيخ                   | 14 رجب 1420هـ          | 16 رجب 1420هـ          | عرعر[ ؟ ]       | صاحب السمو الملكي الأمير عبد الله بن عبد العزيز بن مساعد أمير منطقة الحدود الشمالية     |
| الثامن عشر                                          | التقنيات المتطورة استعداد ومواكبة                      | 18 شوال 1421هـ         | 20 شوال 1421هـ         | الرياض          | صـاحب السمو الملكي الأمير محمد بن نايف بن عبد العزيز مساعد وزير الداخلية للشؤون الأمنية |

النشاطات
أنجزت إدارة المؤتمرات والندوات منذ نشأتها كثيراً من الأعمال نلخصها فيما يلي:
- عقد عشرة مؤتمرات للدفاع المدني على مدى عشر سنوات مضت.
- عقد عدد من الندوات تحت اسم:

1. الندوة السعودية الفنلندية.
2. الندوة السعودية السويسرية.
3. الندوة العلمية السعودية الفنلندية الثانية.
4. ندوة السلامة الزراعية الأولى بحائل.

### التوعية
أخذت المديرية العامة للدفاع المدني على عاتقها قضايا الأمن والسلامة التي تحتل في واقع الأمر مكانة بارزة على مستوى الاهتمام التلقائي للإنسان باعتباره كائناً مدنياً محباً للعيش داخل الجماعة، بل على مستوى الدول والمؤسسات المحلية والإقليمية والدولية، حيث أصبح من الضروري إعداد البرامج التوعوية التي تبصر أفراده بأساليب الوقاية وكيفية استخدامها. ومن الثابت أن المجتمع بكل أجهزته أخذ يتسابق مع غيره من المجتمعات لزيادة وعيه وسلامته وبيان الوسائل التي تعيد إليه قدراً من الثقة في إمكان سيطرته على مسببات الأخطار في إطار حركة النمو والتنمية الاقتصادية والصناعية والزراعية الهائلة.
1- الوعي :
يتداخل مفهوم الوعي مع مفهوم التوعية بشكل متلاحم ومتكامل، وعلى الرغم من ذلك فإننا نستطيع القول إن التوعية تقود إلى الوعي، وإن الشخص الواعي يكون أقدر على نقل (جرعة)، وفي كل الظروف، فإنه يمكن اعتبارهما وجهين لعملة واحدة، لا يكون لأي منها قيمة ولا يقوم له قائمة إلا بالوجه الآخر.
ويمكن بالوعي إدراك المرء لذاته ولما يحيط به إدراكاً مباشراً، ومن ثم يعد الوعي أساس كل معرفة.
ويتضح من هذا التعريف وجود عناصر إجرائية ثلاثة تكون هذا المفهوم هي:
1. إدراك المرء لما يحيط به إدراكاً مباشر.
2. إدراك المرء لذاته.
3. اندماج المرء مع الآخرين.

2- التوعية:
يمكن القول إن التوعية تعرف بأنها العملية التي تشير إلى إكساب الفرد وعياً حول أمر ما أو أمور بعينها، وتبصيره بالجوانب المختلفة المحيطة بها.
ومن هذا المنطق، فإن التوعية تهدف في بؤرة اهتمامها إلى التوجيه والإرشاد للتزود بالمعرفة وإكساب واكتساب الخبرة.
ويمكن القول إن التوعية تشير إلى مدى التأثير في إنسان أو جماعة أو مجتمع لقبول فكرة أو موضوع ما. وعموماً فالتوعية بشيء تعني ما يلي:
1. معرفة ماهية وظروف هذا الشيء.
2. فهم طبيعة حركته، وهل هي مفيدة أو ضارة، إيجابية أو سلبية...؟
3. التوصل إلى أسلم الطرق الممكنة واقعياً للتعامل مع هذا الشيء، والسيطرة عليه.

3- التوعية الوقائية:
التوعية الوقائية تعني تحصين المواطن ضد أية أخطار محتملة، بمعنى أننا نحاول عن طريق التوعية الوقائية أن نشيد أسواراً لحماية المواطن من المخاطر قبل وقوعها، كما نعني بها أيضاً التحوط لما يمكن أن يقع من أخطار، والعمل على تأمين المحيط الذي يعيش فيه الفرد بشكل يسمح له بالتكيف مع كل ما هو آمن والبعد بالتالي عن كل ما هو خطر، فعلى المستوى النظري فإن التوعية الوقائية هي إيجاد الوعي ضد المخاطر، وإكسابه للأفراد والجماعات، لحملهم على الاقتناع بفكرة معينة أو رأي بعينه، ومن ثم اتخاذ منهج سلوكي معين بقصد تحقيق نتائج يهدف إليها القائم بالتوعية.
أما من الناحية الإجرائية فإنه يمكن القول إن المقصود بالتوعية هو تحصين أفراد المجتمع عن طريق توعيتهم بواسطة وسائل الإعلام المتعددة للحد من تعرضهم للحوادث.
ثانياً- أهداف التوعية الوقائية:
1. تحديد الأخطار المحتملة التي تهدف إلى سلامة المواطن والمقيم من واقع الإحصائيات الدورية لتوصيل الرسائل التوعوية حسب شرائح المجتمع المختلفة.
2. رفع مستوى الالتزام لتوفير وسائل السلامة لتقليل نسب الحوادث العالية بالكشف عن الأسباب ومعالجتها.
3. إعداد وصياغة المواد العلمية والتوعوية الإعداد الصحيح الملائم لفئات المجتمع المختلفة ووضعها في قوالب إعلامية مناسبة.
4. ترجمة المواد التوعوية المراد طباعتها إلى عدة لغات.
5. تقييم البرامج التوعوية المنفذة للوقوف على الإيجابيات والسلبيات.
6. التنسيق مع مديريات المناطق والإدارات الداخلية المعنية لإعداد وتنفيذ خطط وسياسات برامج التوعية والوقوف على ما يجدّ من فعاليات في مجال التوعية.
7. القيام بدراسات للجمهور المستهدف بمعرفة وسائل الاتصال المناسبة لرسائل التوعية المختلفة.
8. الإشراف على مناسبات الدفاع المدني التوعوية كاليوم العالمي... وغيرها.
9. التعاون مع الأجهزة الحكومية والأهلية لتنفيذ خطط التوعية بالمديرية.

ثالثاً- الجمهور المستهدف لبرامج التوعية:
الأمن مطلب والسلامة هدف تسعى المديرية العامة للدفاع المدني إلى تحقيقه ونشره بين المواطنين والمقيمين؛ من خلال ما تقوم به من جهود في المجال التوعوي ممثلة في الإدارة العامة للعلاقات والإعلام عن طريق العديد من البرامج التوعوية المختلفة التي تهدف إلى توفير سبل الأمن والسلامة لكل شرائح المجتمع، وتجنب المخاطر بكافة أشكالها وأنواعها، وذلك بدعم من ولاة الأمر الذين يحرصون على رفع مستوى خدمات الدفاع المدني لتبلغ كل شبر من السعودية.
والمطبوعات التي أمامكم تحتوي على مجموعة من إرشادات وتعليمات السلامة الواجب إتباعها لتلافي الأخطار التي تحيط بالإنسان في منزله أو مكتبه أو مدرسته أو أي مكان يوجد فيه من خلال توجيه الرسائل التوعوية إلى فئات المجتمع المختلفة (كطلبة المدارس وربة المنزل أو الموطف في مكتبه أو مصنعه... إلخ) تعد على هيئة برامج مخصصة:
- برامج توعوية عامة موجهة إلى جميع أفراد المجتمع.

برامج توعوية خاصة موجهة إلى فئات خاصة من أفراد المجتمع منها:
1. برامج موجهة لطلبة المدارس.
2. برامج موجهة للحجاج والمعتمرين.
3. برامج موجهة لذوي الاحتياجات الخاصة.

رابعاً- المواد التوعوية:
1. الكتيبات
2. المطويات
3. الأفلام
4. البوسترات

### التعاون الدولي والخليجي والعربي

#### التعاون الدولي
حرصاً على مواكبة التطور العالمي في مجال الدفاع المدني، فقد صدرت الموافقة الملكية عام 1381هـ على انضمام المملكة إلى المنظمة الدولية للحماية المدنية ومقرها (جنيف) حيث تعتبر المملكة من الدول الداعمة لهذه المنظمة في جميع أنشطتها وتتم المواظبة على تسديد الاشتراك السنوي الخاص بالمملكة والبالغ (56000) فرنك سويسري.
وتعد المنظمة الدولية أهم تنظيم دولي عالمي يعمل في مجال الدفاع المدني والحماية المدنية وتعمل من خلال عدة أجهزة منها:
1. الجمعية العامة: وهي أعلى سلطة وتجتمع كل سنتين بمشاركة وفود تمثل الدول الأعضاء.
2. المجلس التنفيذي: وهو الجهاز التنفيذي للمنظمة ويتكون من ممثلي الدول ويجتمع كل سنة على الأقل وقد ترأست المملكة الجمعية العمومية للمنظمة اعتباراً من 1 يناير 1987م ولمدة عامين كما حضرت معظم دورات الجمعية العامة للمنظمة.

وانطلاقا ً من توثيق العلاقة بين جهاز الدفاع المدني بالمملكة وبين الأجهزة المماثلة فـي الدول الصديقة، فقد شكلت عدة لجان لدراسة واقتراح مجالات التعاون مع مجلس هذه الدول منها على سبيل المثال:
- اللجنة السعودية الدنمركية.
- اللجنة السعودية الكورية.
- اللجنة السعودية الألمانية[ ؟ ].
- اللجنة السعودية النمساوية.
- اللجنة السعودية الهولندية[ ؟ ].
- اللجنة السعودية الأمريكية.
- اللجنة السعودية البريطانية.

حيث تقوم الإدارة بالمشاركة والتنسيق لعقد هذه الاجتماعات وإعداد جدول أعمالها لجهاز ا لدفاع المدني، ومن ثم المتابعة والتنسيق لما ينتج عن هذه الاجتماعات من الاقتراحـات والتوصـيات للعمل والتقيد بها.

#### التعاون الخليجي
أصبح للدفاع المدني دور بارز على جميع المستويات استناداً إلى توجيه قادة دول مجلس التعاون لدول الخليج العربي وكذلك أصحاب السمو والمعالي وزراء الداخلية بمجلس التعاون المتضمن زيادة التواصل والتنسيق لما فيه مصلحة دول وشعوب المجلس.
فقد سعت المديرية العامة للدفاع المدني لتحقيق مبدأ الأمن والسلامة وذلك من خلال مشاركتها في الاجتماعات المنبثقة عن الأمانة العامة لمجلس التعاون لدول الخليج العربية. وحيث عقد الاجتماع الأول لمديري الدفاع المدني بدول المجلس عام 1407هـ وتوالت الاجتماعات بصفة سنوية حتى الاجتماع الثالث عشر عام 1422هـ حيث تشارك إدارة التعاون الدولي بالمديرية في متابعة وتنفيذ التوصيات والقرارات المنبثقة عن هذه الاجتماعات بعد إقرارها كذلك متابعة ما توصلت إليه اللجان الفرعية لهذه الاجتماعات مثل: لجنة الاتصال والسيطرة، ولجنة شروط الأشراف الوقائي، ولجنة التوعية الإعلامية، ولجنة أسلحة الدمار الشامل. وتنفيذ التوصيات والقرارات المنبثقة عن هذه الاجتماعات بعد إقرارها كـذلك متابعة ما توصلت إليه اللجان الفرعية لهذه الاجتماعات مثل :
- لجنة الاتصال والسيطرة.
- لجنة شروط الإشراف الوقائي.
- لجنة التوعية الإعلامية.
- لجنة أسلحة الدمار الشامل.

#### التعاون العربي
أما التعاون على الصعيد العربي فإن من أهم ما تقوم به إدارة التعاون الدولي بالمديرية ما يلي:
أ- مجلس وزراء الداخلية العرب:
حيث يجتمع المجلس كل سنتين تقوم الإدارة بالمخاطبات المتعلقة بهذه الاجتماعات مع أمانة المجلس كمرحلة قبلية ثم يأتي بعد ذلك متابعة تنفيذ توصيات وقرارات وزراء الداخلية العرب فيما يتعلق بمجالات الدفاع المدني.
ب- المكتب العربي للحماية المدنية:
وتمثله أجهزة الدفاع المدني أو الحماية المدنية التابعة لمجلس وزراء الداخلية العرب ويجتمع كل سنتين، وتقوم الإدارة بدراسة وجمع الاقتراحات والتنسيق لهذه الاجتماعات، ومتابعة ما يصدر عنها من اتفاقيات أو توصيات وقرارات ومن ثم تعميمها على الجهات المعنية في جهاز الدفاع المدني .

### الزيارات
تم تنفيذ العديد من الزيارات لمنسوبي الجهاز لعدد من الدول المتقدمة والممكن الاستفادة منها في مجالات الدفاع المدني، حيث تقوم الجهة ذات ا لاختصاص بالتنسيق والمكتبات الخاصـة لهـذه الزيارات التي منها على سبيل المثال:
زيارة (أمريكا[ ؟ ] – إيطاليا – فنلندا – السويد – بريطانيا – فرنسا – جنوب افريقيا).

### المنظمات الدولية
حرصا ً على مواكبة التطور العالمي في مجال الدفاع المدني، فقد صـدرت الموافقـة الملكيـة عام 1381هـ على انضمام المملكة إلى المنظمة الدولية للحمايـة المدنيـة ومقرهـا (جنيف) حيث تعتبر المملكة من الدول الداعمة لهذه المنظمة في جميع أنشطتها وتتم المواظبـة على تسديد الاشتراك السنوي الخاص بالمملكة والبالغ (56000) فرنك سويسري.
وتعد المنظمة الدولية أهم تنظيم دولي عالمي عمل في مجال الدفاع المدني والحمايـة المدنيـة وتعمل من خلال عدة أجهزة منها:
*الجمعية العامة:
وهي أعلى سلطة وتجتمع كل سنتين بمشاركة وفود تمثل الدول الأعضاء.
*المجلس التنفيذي:
وهو الجهاز التنفيذي للمنظمة ويتكون من ممثلي الدول ويجتمع كل سنة على الأقل وقد ترأست المملكة الجميعة العمومية للمنظمة اعتبارا ً من 1 يناير 1987م ولمدة عامين كما حضرت معظم دورات الجمعية العامة للمنظمة.
إضافة إلى ذلك فقد قامت حكومة خادم الحرمين الشريفين بتقديم مكرمة للمنظمة الدولية للحماية المدنية عبارة عن قرض يبلغ (500.000) فرنك سويسري بموجب اتفاقية خاصة بذلك.
ومن خلال ما ذكر تقوم الإدارة بالاتصال والتواصل مع هذه المنظمة للتنسيق والإعداد لمثل هذه الاجتماعات والاطلاع على جدول الأعمال . ثم متابعة التوصيات المتعلقة بكل اجتماع وتعمـيم ذلك على الجهات ذات العلاقة.

### مشاركات اليوم العالمي للحماية المدنية
في كل عام يجري الاحتفال في الأول من مارس باليوم العالمي للحماية المدنية ويعد هذا اليوم احتفاء بذكرى نشأة المنظمة الدولية للحماية المدنية.
وقد بدأ الاحتفال بهذا اليوم عام 1990م، ومن ذلك الحين تقوم الإدارة بتعزيز الجهود والتنسيق مع الجهات ذات العلاقة في الجهاز والإبلاغ عن الشعار الذي تم اختياره من قبل المنظمة الدولية للحماية المدنية.

### المشاركة في الجهود الدولية للإغاثة
تحرض المملكة على المشاركة في إغاثة الدول الإسلامية متى ما تطلب الموقف ذلك، فقد ساهمت المديرية العامة للدفاع المدني في العديد من الجهود الدولية للإغاثة على سبيل المثال، في: السودان، الصومال، إيفاد مجموعة من الضباط لتقديم العون والوقوف على آثار الزلزال الذي دمر القرى التركية، المشاركة في إعداد الخطط اللازمة لإعادة اللاجئين الكوسوفيين إلى ديارهم وذلك بالتنسيق مع هيئة الأمم المتحدة بألبانيا، والمشاركة في تقديم المساعدات وتوزيعها على اللاجئين في إقليم دورسي.
فقد ساهمت المديرية العامة للدفاع المدني في العديد مـن الجهـود الدولية للإغاثة تتمثل في:
- الاشتراك في تقديم الإغاثة في السودان.
- الاشتراك في تقديم الإغاثة في الصومال.
- إيفاد مجموعة من الضباط لتقديم العون والوقوف على آثار الزلزال الذي دمر القـرى التركية.
- المشاركة في أعداد الخطط اللازمة لإعادة اللاجئين الكوسوفيين إلـى ديـارهم وذلـك بالتنسيق مع هيئة الأمم المتحدة بألبانيا.
- المشاركة في تقديم المساعدات وتوزيعها على اللاجئين في إقليم دورسي.

## طيران الدفاع المدني
يمتلك الدفاع المدني السعودي، أكبر أسطول جوي من الطائرات العمودية في الشرق الأوسط للمشاركة مع قوات الدفاع المدني الأرضية في إطفاء الحرائق[ ؟ ] وإنقاذ المصابين والبحث عن التائهين ونقل القيادات إلى مواقع الحوادث والمساهمة مع الجهات ذات العلاقة في عمليات مراقبة الطرق خلال موسم الحج[ ؟ ] والقيام بعمليات الإخلاء الطبي.
حيث نفذ طيران الدفاع المدني عدد (40694) طلعة جوية بمجموع ساعات طيران بلغ قرابة (48.881) ساعة في مختلف مناطق المملكة لمهام عديدة ومختلفة منها على سبيل المثال: إطفاء حرائق، وإنقاذ مصابين، وإخلاء طبي، وبحث عن تائهين، ونقل معدات وآليات، ونقل مواد غذائية، ونقل قيادات، ونقل ضيوف وشخصيات، ومراقبة خطوط السير.
الهدف:
يمتلك الدفاع المدني أكبر اسطول جوي من الطائرات العمودية في الشـرق الأوسـط سـخرته حكومة المملكة للمشاركة مع قوات الدفاع المدني الأرضية في إطفـاء الحرائق وإنقاذ المصابين والبحث عن التائهين ونقل القيادات إلى مواقع الحوادث والمسـاهمة مع ال جهات ذات العلاقة في عمليات مراقبة الطرق خلال موسم الحج والقيام بعمليات الإخـلاء الطبي.
الإنجازات:
| طيران الدفاع المدني |
| الإنجازات |
| المرحلة العفد الأولى (التأسيس) |
| من عام 1397هـ - 1402هـ |
| إنشاء ثلاث قواعد طيران في كل من (الرياض – وجدة والمنطقة الشرقية[ ؟ ]).                                                                          |
| شراء عدد ست طائرات عمودية طراز كي في 107 متخصصة في أعمال الإنقاذ والإطفاء والبحث.                                                               |
| تدريب عدد (23) ضابط سعودي في الولايات المتحدة الأمريكية للحصـول علـى رخصـة الطيران الفيدرالي وقيادة الطائرات العمودية.                          |
| المرحلة الثانية (استكمالية) |
| من عام 1402هـ إلى 1407هـ. (إنشاء البنية التحتية للطيران)                                                                                        |
| إنشاء قاعدة جديدة في عسير ومقرها أبها. |
| إنشاء قاعدة موسمية لأداء أعمال طيران الحج[ ؟ ] بمكة المكرمة.                                                                                    |
| توريد عشر طائرات مروحية نوع كي في (107) متخصصة (خمس طائرات إطفـاء وإنقاذ جوي – ثلاث طائرات إسعاف جوي – طائرتان قيادة مخصصـة لنقل كبارالشخصيات). |
| إنشاء مركز تدريب مجهز لكل قاعدة من القواعد الأربع المنشأة.                                                                                      |
| المرحلة الثالثة |
| من عام 1408هـ إلى 1422هـ وتشتمل هذه المرحلة عدد من عقود الطيران التي اشتملت على عقود الصيانة والتشغيل والتدريب.                                 |
| نفذ طيران الدفاع المدني عدد (40694) طلعة جوية بمجموع ساعات طيـران بلـغ قرابـة (48881) ساعة في مختلف مناطق المملكة.                              |

مهام طيران الدفاع المدني عديدة ومختلفة منها على سبيل المثال:
- إطفاء حرائق.
- إنقاذ مصابين.
- إخلاء طبي.
- بحث عن تائهين.
- نقل معدات وآليات.
- نقل مواد غذائية.
- نقل قيادات.
- نقل ضيوف وشخصيات.
- مراقبة خطوط السير.

## مركز المعلومات ومركز الوثائق

### مركز المعلومات
الهدف:
أدرك المسؤولون بالمديرية العامة للدفاع المدني أهمية وجود مركز معلومات متكامل يخدم أهداف القطاع من حيث حفظ المعلومات ومعالجتها بصورة سريعة والعمل على توفير الصيانة اللازمة لأجهزة المراكز والإدارات المستفيدة وإعداد الأنظمة والبرامج التي تسهل أعمال منسوبي الدفاع المدني والإشراف والمتابعة على كافة الأنظمة والبرامج[ ؟ ] العاملة في عدد من الجهات المستفيدة ومعالجة كافة المشاكل الفنية.
الانجازات:
| مركز المعلومات |                                      |            |                     |
| الانجازات      |                                      |            |                     |
| التاريخ        | النوع                                | العدد      | الموديل             |
| 1403هـ         | أجهزة حاسب آلي شخصية                 | 10         | أرب رايت (ARABWITE) |
| 1407هـ         | أجهزة أكبر من نوع فاكس (6310).       | أجهزة أكبر | نوع (6310)          |
| 1412هـ         | جهاز فاكس                            | 1          | (6510)              |
| 1420هـ         | تأمين أجهزة ضخمة من نوع (الفا ES 40) | 3          | (الفا ES 40)        |
| 1420هـ         | تأمين قاعدة بيانات                   | 1          | (ORACLE)            |

لدى مركز المعلومات شبكة ضخمة في جميع أنحاء المملكة تربط بين:
- (71) مدينة في المملكة.
- (80) إدارة خارجية على مستوى المملكة.
- (38) إدارة داخلية في المديرية.

وتوجد بالشبكة (194) نهاية طرفية تعمل على مدار الساعة.

### مركز الوثائق
يعتبر مركز الوثائق والمحفوظات هو الأداة الفعلية للحصول على وثائق قطاع الدفاع المدني حيث أن الدور المناط به هو العمل على التوثيق إلكترونياً وكذلك الحفظ يدوياً مما يسهل على الباحثين سرعة الحصول على تلك الوثائق حسب التصنيف المتبع لدى المركز.
ومن الممكن البحث عن كافة الوثائق التي تندرج تحت المسميات التالية:
1. الأنظمة الوظيفة الأساسية للجهاز
2. اللوائح
3. أوامر وتعليمات
4. الأنظمة الإدارية
5. الخطط
6. ميزانيات الجهاز
7. شغل المراكز القيادية
8. القرارات التنظيمية لأعمل الجهاز
9. وثائق مجلس الدفاع المدني
10. المؤتمرات التـي نـظمهـا الجهاز
11. الندوات والحلقات التي ينظمها الجهاز
12. الإحصائيات
13. الأبـحاث والدراسـات
14. الوثائق الأساسيه لمقر الجهاز
15. أعـمال الحـج

الهدف:
نظرا ً لأننا نعيش وسط زخم هائل من تدفق المعلومات المتزايدة بشكل كبير نلحظه بين الحين والآخر ويعاني العاملين في كل من القطاع العام والخاص من حجم المعلومات الضخمة الذي يتم التعامل به داخل التنظيم وعن طريق تطويع أحدث ما توصلت إليه التكنولوجيا في عصر تبادل ونقل المعلومات عبر وسائل الاتصال المتطورة تم البحث عن أفضل وأكثر الطرق عملية للوصول إلى المعلومات المطلوبة بأسرع وقت ممكن.
فقد كان الهدف من إنشاء مركز الوثائق والمحفوظات تصنيف[ ؟ ] وفهرسة وحفظ الوثائق ومتابعة تقويمها من تعليمات وقرارات وأنظمة ولوائح وغيرها من الوثائق الهامة في الجهاز وإزالة الازدواجية في الحفظ والتخلص من الوثائق التي فقدت قيمتها ونشر الوعي الوثائقي بين العاملين في الجهاز وتنفيذ السياسة العامة للوثائق استناداً للتعليمات الصادرة من المركز الوطني للوثائق والمحفوظات.
وقد تم استبدال التوثيق على نظام الميكروفيش (النظام القديم) بنظام (البايت كويست) الاسطوانات الضوئية، وكذلك توثيق الوثائق التي ترد المركز من هياكل تنظيميه وقرارات إدارية وأوامر مستديمة وأوامر سامية وتقارير إحصائية وأعمال الحج حتى وصل الأمر إلى تشكيل اللجنة الدائمة للوثائق واللجان الفرعية في القطاع كما يتم التوثيق على نظام (البايت كوست) الاسطوانات الصلبة.
الإنجازات:
أ- مرحلة التوثيق على نظام الميكروفيش (النظام القديم):
وقد بدأ العمل بهذا النظام في 7 جمادى الأول 1413هـ وانتهى العمل بهذا النظام في 20 ذي الحجة 1414هـ.
ب- مرحلة التوثيق على نظام (البايت كويست) الاسطوانة الضوئية:
بدأ العمل في 27 ربيع الأول 1415هـ وتم نقل (12913) وثيقة من النظام القديم الميكروفيش إلى النظام الجديد (بايت كويست) وكذلك توثيق الوثائق التي ترد المركز من هياكل تنظيمية وقرارات إدارية وأوامر مستديمة وأوامر سامية وتقارير إحصائية وأعمال الحج وتم توثيق ما يقارب (2278) وثيقة وتوقف العمل في 28 شوال 1418هـ وذلك استنادا ً للقرار الإداري رقم 513/3/5 في 27 شعبان 1418هـ، المبني على الأمر السامي الكريم رقم 1397/7/م وتاريخ 21 رجب 1416هـ المتضمن تشكيل اللجنة الدائمة للوثائق واللجان الفرعية في القطاع.
ج- مرحلة التوثيق على نظام (البايت كوست) الاسطوانات الصلبة:
حتى 1 جمادى الثاني 1422هـ، تم توثيق (883) وثيقة و (8205) صفحة.

## الدفاع المدني وحرب الخليج
برز دور الدفاع المدني أثناء أزمة الخليج التي مرت بها هذه البلاد وما يجب عليه عمله لحماية الممتلكات العامة والخاصة وذلك من خلال توعية المواطنين عند وقوع غارات جوية أو صاروخية وإعداد خطط إغاثة وخطط إخلاء وإيواء للمناطق المتضررة وكذلك تدريب المواطنين على أعمال الدفاع المدني من خلال تدريب المتطوعين منهم وفيما يلي أهم الإنجازات التي قامت بها المديرية العامة للدفاع المدني خلال أزمة الخليج.
1- إعداد الخطط:
- إصدار الخطة العامة للدفاع لمدني.
- إصدار أوامر العمليات المنظمة لعمل جهاز المديرية العامة للدفاع المدني أثناء مواجهة حالة الحرب.
- إصدار الخطة الإعلامية التي على ضوئها تم عمل الآتي:

1. إصدار العديد من الكتيبات والنشرات الإعلامية.
2. تنفيذ العديد من اللقاءات التلفزيونية والإذاعية والمقابلات الصحفية.
3. القاء المحاضرات المتخصصة بالكليات والجامعات والمدارس وغيرها.
4. إصدار الخطط الاستراتيجية (تموينية – طبية – بترولية) بالتنسيق مع الجهات المنية في هذا الشأن.

2- المتطوعون:
- تسجيل ما يقارب من ثمانية عشر ألفا ً وستمائة وواحد وستون متطوعا ً (18.661) تم تدريبهم على جميع أعمال ومهام الدفاع المدني وفق خطط تدريبية معدة مسبقا ً وتم تنفيذها من قبل مديريات الدفاع المدني بالمناطق ومعهد الدفاع المدني.
- تم توزيع المتطوعين وفق خطط معدة لهذا الغرض في مناطقهم على مواقع العمل في الأماكن التي تأثرت بانسحاب العمالة اثناء الأزمة. وإشراك البعض الآخر في أعمال الدفاع المدني الأساسية (الإنقاذ- الإطفاء).

3- التدريب:
- تم تدريب بعض منسوبي الدفاع المدني على كيفية مواجهة التهديدات باستخدام الأسلحة الكيميائية والحربية والاستعانة بالمختصين من القوات الشقيقة والصديقة.
- عقد دورات تدريية لمنسوبي الجهات الحكومية لتأهيلهم على تنفيذ أعمال الدفاع المدني.

4- الأجهزة:
- تحديد الاحتياج العام للمديرية العامة للدفاع المدني والجهات الحكومية من التجهيزات والمعدات الفنية والوقائية لمواجهة حالة الحرب.
- اعداد المواصفات والاشتراطات الفنية لهذه المتطلبات.
- استقبال العروض المقدمة لتأمين تلك التجهيزات من الشركات والمؤسسات المتخصصة وتحليلها واختيار المناسب منها.

* العمل على تأمين المتطلبات التالية:
- عدد (65.000) بدلة واقية من الكيماويات (للجهات الحكومية).
- عدد (115.000) كمامة مع فلتر (للجهات الحكومية).
- معدات وآليات ومواد تطهير محلية الصنع وخارجية.
- أجهزة رصد للمخاطر الكيميائية والإشعاعية.
- وسائل ومعدات الإسعاف الأولى.
- أجهزة فحص واختبار صلاحية الكمامات والفلاتر.
- إعداد خطة توزيع أكثر من (2) مليون كمامة مع فلاترها للمواطنين عن طريق مراكز توزيع حددت لتنفيذ هذه المهمة.

5- الإخلاء والإيواء:
- إصدار خطط الإخلاء والإيواء على مستوى مناطق المملكة.
- قيام مديريات الدفاع المدني بالمناطق تنسيقا ً مع الجهات الحكومية والخاصة بتحديد مواقع الإيواء.
- استقبال أعداد كبيرة جدا ً من المواطنين الكويتيين وإيوائهم وتقديم كافة المستلزمات الضرورية لهم من سكن وإعاشة وخدمات اجتماعية وطبية وغيرها.
- تم إخلاء مدينة الخفجي والمناطق المحيطة بها قبل بداية الحرب وفق خطط معدة لهذا الغرض.

6- الإنذار:
-تم تأمين وتركيب وصيانة أعداد كبيرة من صافرات الإنذار الثابتة والمحمولة.
-إصدار خطط تنفيذية للاستفادة من مكبرات الصوت في المساجد في أعمال الإنذار.
-إصدار وتنفيذ خطة تمرير المعلومات فيما بين كل من القوات المسلحة والدفاع المدني والتلفزيون السعودي لتحذير المواطنين عند وقوع الخطر والإبلاغ عن زواله.
7- الأعمال التنسيقية:
تم التنسيق مع جميع المصالح الحكومية والجهات الخاصة المعنية بتنفيذ أعمال ومتطلبات الدفاع المدني للقيام بتلك الأعمال والمتطلبات بما في ذلك إنشاء غرف عمليات وإيجاد منسقين لتلك الجهات لدى الدفاع المدني.

## الدفاع المدني والحج
بجانب الخدمات الإنسانية التي يقدمها جهاز الدفاع المدني، هناك واجبات وطنية إنسانية يقدمها لمسلمي العالم أجمع خلال موسم الحج[ ؟ ]، حيث يجتمع الملايين في وقت معلوم وفي مساحات محددة، ويتحركون في وقت واحد إلى الأماكن المقدسة يؤدون شعائرهم ومناسكهم في يسر وأمان واطمئنان وخضوع لله عز وجل.
وهنا يبدأ دور الدفاع المدني الذي يمكن أن يلخص في النقاط التالية:
1. إطفاء الحرائق بمختلف أنواعها.
2. القيام بعمليات الإنقاذ المختلفة.
3. نشر دوريات السلامة لدرء الخطر قبل وقوعه والتعامل معه بعد وقوعه والحد من تكراره.
4. القيام بأعمال الإسعاف التي تتطلب السرعة.
5. مواجهة ما يقع من كوارث طبيعية أو نتيجة عوامل مؤثرة.
6. المساندة لكافة القطاعات الأمنية والعسكرية.
7. حصر كافة الأخطار ووضع الخطط الوقائية منها.

وعلى سبيل المثال، فيما يتعلق بالقوى البشرية والآلية المشاركة في حج عام 1425هـ، فقد بلغ أكثر من (عشرة آلاف فرد وضابط وضابط صف، وأكثر من ثلاثة آلاف آلية، و15 طائرة عمودية، تشارك 8 طائرات و7 مساندة و100 قارب مطاطي في حالة هطول الأمطار والسيول[ ؟ ] وآليات جديدة دخلت الخدمة لأول مرة، منها سيارات[ ؟ ] جيب بحجم صغير تحمل خزانات تستطيع الدخول للاماكن الضيقة لإخماد الحريق[ ؟ ] و 121 وحدة إطفاء جديدة و 120 سيارة إسعاف، بالإضافة إلى الآليات التي استخدمت في الأعوام الماضية وأثبتت فعالياتها منها سيارات إطفاء روزنبلور وأخرى مزدوجة وسيارات تهوية الأنفاق بمراوح متحركة هيدروليكياً وسيارات ستوركل وسلالم وهي بتقنية عالية ومن أحدث الوسائل المستخدمة عالمياً.
أولا ً: الدور التنسيقي:
بحكم ما نص عليه نظام الدفاع المدني وما تضمنته لائحته التنفيذية من واجبات سواء كانت بحكم الاختصاص الذي يستوجب التنفيذ المباشر أو بحكم التنسيق الذي يتطلب ترتيبات معينة مع بعض الوزارات والمصالح الحكومية والأهلية قبل بداية موسم الحج فعلى سبيل المثال هناك دور مميز لوزارة الحج والعمرة يتمثل في متابعة أعمال مؤسسات الطوافة وتوزيع الأراضي على المؤسسات المختصة بحجاج الخارج ومكاتب حجاج الداخل وحجاج دول مجلس التعاون والمصالح الحكومية والمواطنين وكذلك لوزارة الحج دور في مجال احتياطي الخيام والعمالة، وفي مجال التوعية الأمر الذي يستوجب مشاركة الدفاع المدني مع هذه الوزارة بدور فاعل، وأسفر هذا التنسيق المبكر عن تحسين كبير وملموس انعكس مردوده على خدمة الحاج منذ دخوله الأراضي المقدسة وحتى خروجه منها والتنسيق ما زال مستمرا ً بين هذه الوزارة والمديرية العامة للدفاع المدني حيث تتواصل الاجتماعات السنوية لتصحيح المسار والقضاء على المعوقات التي تواجه كافة الأعمال فلذا كان هذا جزءا من دور وزارة الحج فلاشك أن هناك أدوارا ً أخرى للدفاع المدني بالتنسيق مع سكرتارية لجنة الحج المركزية ووزارة الصحة ووزارة الإعلام ووزارة الإسكان ممثلة في مشروع تطوير مؤسسات الطوافة ووزارة الدفاع والطيران ووزارة الصناعة والكهرباء ووزارة الزراعة ووزارة التجارة وغيرها من الوزارات التي لها علاقة مباشرة بأعمال الحج، وكذلك مع بعض المديريات مثل مديرية الأمن العام والمباحث العامة وحرس الحدود وكلية الملك فهد الأمنية ورئاسة الحرس الوطني واليش وقوات الأمن الخاصة.
ثانيا ً: الدور الوقائي:
يقوم الدفاع المدني بجمع كافة المعلومات عن الأخطار التي تهدد أمن وسلامة الحاج بمنطقة المشاعر، ويضع الخطط الوقائية لاحتواء تلك الأخطار ومحاصرتها ومعرفة الطرق الصحيحة للحد من انتشارها وتلافي وقوعها وتأمين سلامة الحاج مما يعكر صفو راحته وطمأنينته.
ويعتبر الدور الواقي من الأدوار الهامة التي يخطط لها الدفاع المدني قبل بداية موسم الحج بفترة كافية.
ثالثا ً: الدور العملياتي:
تضع المديرية العامة للدفاع المدني خطة خاصة بأعمال الحج توضح الأدوار المطلوبة من الجهات التي لها علاقة مباشرة بأعمال الدفاع المدني كما حددها نظام الدفاع المدني، إضافة إلى الأعمال الرئيسية التي تقوم بها المديرية العامة للدفاع المدني ممثلة في إدارة شؤون الحج والتي تتعلق بمهمة الحج مثل تشكيل القيادات الخاصة بالحج[ ؟ ]، وتحديد إعداد المشاركين في المهمة من القوى البشرية وكذلك القوى الفنية والآليات التي توضع من خلال الخطة العامة لعمل قوات
الدفاع المدني التي تصدر سنويا ً وبالنسبة للمشاعر المقدسة فهناك العديد من المراكز والفرق لتغطية كافة المناطق التي يتواجد فيها الحجاج إضافة إلى المراكز الخارجية في غير مناطق المشاعر المقدسة في منافذ ومداخل المملكة، وعبر الطرق التي يمر من خلالها الحاج حتى يصل إلى المشاعر المقدسة والمدينة المنورة وذلك لتقديم أفضل الخدمات إلى زوار بيت الله الحرام ودرء الأخطار عنهم أينما وجدوا وحيثما حلوا منذ دخولهم المملكة وحتى مغادرتهم إلى بلادهم.
رابعا ً: الدور التقييمي:
يهتم الدفاع المدني بالجانب التقييمي لكافة أعماله التي قدمها خلال موسم الحج[ ؟ ] والقيام برصد كافة السلبيات والإيجابيات ودراستها دراسة مستفيضة واستخلاص النتائج والقيام بتعديل الخطط والبرامج بما يلائم استمرار الايجابيات والقضاء على السلبيات والاستفادة من كل الأخطاء لتحقيق اقصى درجات الأمن والسلامة لحجاج بيت الله الحرام.
انجازات إدارة شؤون الحج[ ؟ ]:
1. وضع تشكيلات وهياكل قيادة الدفاع المدني بالحج[ ؟ ].
2. المساهمة في إنشاء مقرات ثابتة لمراكز وفرق الدفاع المدني بمنطقة المشاعر.
3. التنسيق الدائم مع الجهات المشاركة في أعمال الحج والمسئولة عن تنفيذ إجراءات الدفاع المدني.
4. التنسيق مع الجهات المشاركة في أعمال الحج لتسخير كافة الإمكانات، والعمل على إيجاد آلية وخطط لمواجهة كافة المواقف.

مشروع الخيام المقاومة للحريق بمشعر منى:
تولى حكومة المملكة العربية السعودية خدمة الحج والحجاج عناية ورعاية خاصة واهتمام مستمر لم يقف عند حد معين حتى حولت مناطق الحج وخاصة المشاعر المقدسة منها إلى مناطق عملاقة من خلال المشروعات الضخمة التي نفذت بها والتي أنفق عليها بلايين الريالات من طرق وجسور وأنفاق وتوفر مياه الشرب المحلاة من مياه البحر الأحمر وجلبها إلى مكة المكرمة والمشاعر المقدسة من أجل تمكين الحجاج من أداء نسكهم في راحة ويسر وطمأنينة وفي كل عام يلمس الحجاج القادمون للأراضي المقدسة العديد من المشروعات الجديدة التي توفرها قيادة المملكة العربية السعودية.
وحرصا ً منها للحفاظ على أرواح وممتلكات حجاج بيت الله الحرام وتأمين راحتهم وسلامتهم ليؤدوا نسكهم في سهولة واطمئنان فقد قامت بتنفيذ أكبر وأضخم مشروع للخيام المقاومة للحريق بمشعر منى خلال عام 1418هـ وذلك بعد صدور التوجيه السامي الكريم بإيجاد حلول فعالة وجذرية لتنظيم إسكان الحجاج في منى بما يكفل وضع حد لتكرار وقوع الحرائق في مخيمات الحجاج حفاظا ً على أرواح الحجاج وممتلكاتهم حيث تعد منى بحق مدينة الخيام فهي واحدة من اثنين من مواقع الحج التي يمكث بها الحجاج لعدة أيام في الخيام ونظرا ً لمحدودية مساحة منى والتي تقدر بحوالي (2.800.000) متر مربع يمكن استخدام (550.000) متر مربع منها للخيام والزيادة المضطردة لإعداد الحجاج خلال السنوات الماضية والتي تضاعفت حتى بلغت ما يقرب من (2.5) مليون حاج مما جعل وادي منى من أكثر مناطق التجمعات السكانية كثافة في العالم فهذه الكثافة العالية مضافا ً إليها طبيعة تكوين السكان واستخدام الخيام القطنية لإسكان الحجيج يخلق ظروفا ً خطرة من عدة نواح فقد كانت الحرائق الكبيرة هي الخطر الأكبر التي تواجهه تلك المنطقة على مدار السنوات الماضية التي تسببت في خسائر جسيمة في الأرواح والتي كان آخرها ما حدث في الثامن من ذي الحجة عام 1417هـ وقد صدر الأمر السامي الكريم عام 1418هـ، بتكليف وزارة الاشغال العامة والإسكان بمهمة التوصل إلى ايجاد السبل لاستيعاب أعداد الحجاج بمشعر منى في خيام مقاومة للحريق ولا ينتج عن اشتعالها غازات سامة ولإيجاد البدائل المطلوبة التي تتماشى مع التوجيه السامي الكريم في مقاومتها للحريق فقد كانت هناك عدة خيارات كان أفضلها (نسيج الزجاج المغطى بمادة التفيلون) بعد أن تم فحصها وإجراء الاختبارات عليها في كلا من وزارة الاشغال العامة والإسكان والهيئة العربية السعودية للمواصفات والمقاييس فوجد أنها هي المادة الوحيدة المفضلة التي تنطبق عليها الشروط المطلوبة.
وبتوفير هذه الخيام التي غطت كامل مسطح منطقة منى شعر حجاج بيت الله الحرام بالأمن والاطمئنان وزوال الخوف من شبح الحرائق وتركزت جهود الدولة في توفير الخدمات الأخرى لراحة ضيوف بيت الله الحرام.

## الحملات
الحملة الشاملة (الوقاية هي الغاية):
أشارت إحصائيات الحريق والحوادث في المملكة العربية السعودية التي تقع ضمن اختصاصات الدفاع المدني لعام 1420هـ أن مجموع عدد حوادث الحريق بلغ 20648 في حين بلغ إجمالي الوفيات والإصابات من هذه الحرائق 1685 وقدر إجمالي الخسائر المادية 83.189.000 ريال سعودي، ولوحظ من الإحصائيات أن 22.2% من هذه الحوادث تقع في المنازل وان 17.5% منها كانت جراء حوادث السيارات والدرجات النارية. وان عمليات الإنقاذ قد بلغ مجموعها 5489 حادثاً، وبلغ حجم الوفيات والإصابات فيها 5112 .
وتبين أن من أهم مسببات هذا الواقع تدني مستوى الوعي العام بأمور السلامة وان تعديل هذا الموقف ليست مهمة سهلة لأن المطلوب هو تعديل السلوكيات لا مجرد تعديل مستويات الوعي وسيتم بناء هذه الحملة على معطيات الموقف حيث سيأخذ في الاعتبار أن المشكلة حقيقية ينبغي أن نواجهها بكل قوة وان الجهد الإعلامي المطلوب لابد أن يتجاوز بتأثيره التغيرات المعرفية وتحسين الصورة الذهنية ليحدث تغيير في سلوك السلامة لدى أفراد الجمهور أينما كانوا داخل المنزل وخارجه .
وهدفت الحملة إلى (نشر ثقافة السلامة بين المواطنين والمقيمين لرفع مستوى الوعي العام) وذلك عن طريق نشر ورفع مستوى الوعي لمبادئ السلامة بشكل عام، وترسيخ سلوكيات السلامة وتسليط الضوء على الخسائر في الأرواح والممتلكات، والإعلام عن جهود الدفاع المدني وإعادة بناء الصورة الذهنية لدى المواطن والمقيم، وبناء روح التعاون بين لرجال الدفاع المدني والجمهور، ورفع مستوى الوعي الداخلي لدى الجمهور الداخلي ومن نجاحات الحملة هو عقد دورات نسائية متخصصة في أعمال الدفاع المدني يدعى للمشاركة فيها كافة النساء. وتم تدريبهن على كيفية التعامل مع الحوادث وطرق الوقاية[ ؟ ] منها وطرق الإسعافات الأولية. مع اعداد طاقم نسائي من المدربات وتأهيلهن للقيام بعقد دورات عن الدفاع المدني داخل المدارس خاصة بالبنات، وتدريب ما يقارب مليون ونصف المليون طالبة ومعلمة على أعمال الدفاع المدني.

## التطوع في الدفاع المدني
التطوع هو عمل إنساني نبيل مطلق الحرية لا يتقيد بمكان ولا زمان ولا نوع .. بل إن كل إنسان مخيّر ومسئول في أنً واحد عن تنفيذ هذا العمل ولو لم يتطوع بجهة معينة حكومية كانت أو أهلية ، وهذا العمل مقتبس من شريعتنا التي تحث على عمل المزيد من الخير للتقرب إلى الخالق عز وجل . حيث نصّت عليه الآيات القرآنية لقوله تعالى: (وتعاونوا على البر والتقوى ولا تعاونوا على الإثم والعدوان). والأحاديث الشريفة لقوله عليه الصلاة والسلام: (مثل المؤمنين في توادهم وتراحمهم وتعاطفهم كمثل الجسد الواحد إذا أشتكى منه عضو تداعى له سائر الجسد بالحمى والسهر).
المتطوعون في الدفاع المدني هم المواطنون والمقيمون الذين يجدون في أنفسهم الرغبة للانخراط في مهام وأعمال الـدفاع المدني وفق خطط مدروسة ولائحة يضعها مجلس الدفاع المدني.
وبناءً عليه ، وعلى مواد نظام الدفاع المدني الصادر من المقام السامي برقم م /10 وتاريخ 5 شوال 1406هـ . فقد أعدّت (لائحة المتطوعين لأعمال الدفاع المدني بالمملكة العربية السعودية) وتهدف إلى تنظيم العمل التطوعي والاستفادة ممن لديهم الرغبة في هذا العمل الخيري للمشاركة مع قوات الدفاع المدني بعد تهيئتهم علمياً وعملياً ، كما اشتملت هذه اللائحة على عدّة مواد تعنى بتنظيم العمل التطوعي من حيث الشروط والحقوق والواجبات وغيرها من التنظيمات .

### نشأة وبدايات التطوّع
1. في عام 1387هـ الموافق 1967م [18] وجهت المديرية العامة للدفاع المدني لأول مرّة نداء لكافة المواطنين للتطوّع على أعمال الدفاع المدني عن طريق إداراتها بالمناطق وذلك أثناء حرب الأيام الستة التي اعتدى من خلالها على بعض البلاد العربية ، ولم يكن هذا النداء إجبارياً بل اختياريا وبتوجيه من مقام القيادة العليا للقوات المسلحة تحسباً لأي طارئ وقد أقبل المواطنين بروح عالية على العمل التطوعي ، وعقدت لهم أول دورة في مـدرسة الشرطة بمكـة المكرمـة من 1-20 ربيع الأول 1387هـ، بعد قبولهم وتم تدريب مجموعة منهم على مواد الإطفاء النظري والعلمي وعلى بعض عمليات الإنقاذ الخفيفة ودروس مبسّطه في مجال الإسعاف، وتشجيعاً لإقبالهم على العمل التطوّعي .. تم منحهم شهادات تقدير . وكانت هذه بداية الطريق والتجربة الأولى للتطوّع في المملكة العربية السعودية.
2. كان أول تنظيم لإدارة وتأهيل المتطوّعين بتاريخ 1 جمادى الأول 1406هـ .
3. صدر نظام الدفاع المدني بالمرسوم المـلكي رقـم م /10 وتاريخ 5 شوال 1406هـ الذي حـدّد فـي الفقرة (ب) من المـادة الأولى أن من مهام الـدفاع المدني إعداد المتطوعين للقيام بأعمال الدفاع المدني ، وأيضاً حدّد في الفقرة (ج) من المادة الثالثة بأن يعتمد في تنفيذ أعمال الدفاع المدني المنصوص عليها في المادة الأولى من النظام على المتطوعين في الدفاع المدني ، وأيضاً حدّدت الفقرة (و) من المادة التاسعة بأن يختص مجلس الدفاع المدني في إصدار اللوائح اللازمة لتنظيم أعمال المتطوعين وتحديد شروطهم وحقوقهم وواجباتهم ، كما تضمنت المادة الثامنة عشر أن كل شخص ولو لم يكن متطوعاً يعتبر مسئولاً عن تقديم المساعدة الممكنة ، واللازمة لعملات الدفاع المدني في الحالات التي تدعو لها الضرورة . لذا كان لزاماً على المديرية العامة للدفاع المدني أن تبدأ في تنفيذ تلك المواد وتعد مشروعاً عاماً للاستفادة من المتطوعين .
4. صدرت مجموعة تنظيمات إدارية تعنى بإدارة المتطوعين ، ومن أهمها إحداث إدارة لشؤون المتطوعين في عام 1407هـ .. وربطها بالحماية المدنية .
5. في عام 1407هـ بدأ تطبيق فكرة الاستفادة من المتطوعين لموسم الحج لأول مرة في تاريخ الدفاع المدني وفتح باب القبول للمواطنين للانخراط في العمل التطوعي ، وتم من خلال فروع الدفاع المدني بالمناطق تسجيل وقبول من تنطبق عليهم الشروط ليكون متطـوعاً أثناء مهمة الحج وفق خطة سنوية تعدّ لاستقبال وتشغيل المتطوعين بهذه المهمة . وتوالت مشاركتهم من ذلك وحتى الآن.[18]
6. ناقش المدراء العامين للدفاع المدني بمجلس التعاون لدول الخليج العربي فكرة إعداد مشروع نظام موحد للتطوع والمتطوعين لدول المجلس وأوصوا بالعمل على تحقيق هذه الفكرة ، وبناءً على تلك التوصية قرر أصحاب السمو والمعالي وزراء الداخلية في دول مجلس التعاون في اجتماعهم السابع الذي عقد في الرياض يوم الاثنين 28 ربيع الأول 1409هـ الموافق 7 نوفمبر 1988م.. تكليف المديرية العامة للدفاع المدني في المملكة العربية السعودية بإعداد مشروع نظام موحد للتطوع والمتطوعين لدول المجلس ، لذا قامت المديرية بإعداد مسودة المشروع وأوضحت به المهام والحقوق والواجبات الملقاة علي عاتق المتطوعين وزودت به الدول الأعضاء لإبداء الملاحظات حوله وبعد تنقيح المشروع .. أقر أصحاب السمو والمعالي وزراء الداخلية بدول المجلس عام 1414هـ الموافق 21-22 نوفمبر 1993م مشروع النظام الاسترشادي الموحد للتطوع وإعداد المتطوعين لإعمال الدفاع المدني بمجلس التعاون لدول الخليج العربي ليكون نظام استرشادي لمدة ثلاث سنوات .
7. تنفيذاً للتوجيهات السامية بمتابعة تنفيذ خطط الجهات الحكومية المعنية بمواجهة حالة الطوارئ .. فقد تلخص عن هذا التوجيه التوصية بأهمية الاستفادة من المتطوعين وأن يكون ذلك وفق إجراءات وضوابط محددة .
8. صدر قرار مجلس الخدمة المدنية القاضي بالموافقة على ما تم اقتراحه حول شمول الموظفين السعوديين المتطوعين في أعمال الدفاع المدني والإغاثة الداخلية بقرار مجلس الخدمة المدنية المنظم للإغاثة الخارجية والمتضمن السماح للموظف السعودي بالتغيب عن عمله للمشاركة في أعمال الإغاثة الخارجية براتب كامل وفق ضوابط معينة .
9. وأخيراً صدر قرار إداري باعتماد هيكلة الإدارة المعنية بشئون المتطوعين .

التجربة الحقيقية للأعمال التطوعية
لقد تم تسجيل ما يقارب من ثمانية عشر ألفاً وستمائة وواحد وستين متطوعاً (661, 18) تم تدريبهم على جميع أعمال ومهام الدفاع المدني وفق خطط تدريبية معدة مسبقاً وتم تنفيذها من قبل مديريات الدفاع المدني بالمناطق ومعهد الدفاع المدني.
1. ساهم المتطوعين بشكل إيجابي خلال أزمة الخليج الثانية استجابةً لنداءخادم الحرمين الشريفين عام 1411هـ.[18] حيث تم تدريبهم على أعمال الدفاع المدني ، إضافة إلى ذلك فقد تم الاستفادة منهم في سد الفراغ الذي سببته العمالة التي غادرت البلاد بسبب ظروف الحرب.. كما تم إستقطاب عدد كبير من سائقي الحافلات والذين تم الاستعانة بهم في إخلاء المواطنين في مدينة الخفجي.. وبناءً عليه فقد صدر الأمر السامي القاضي بالموافقة على تكريم منسوبي الجهات العسكرية والموظفين والمواطنين المتطوعين . وبموجبه تم منح (نوط الأمن) لجميع المتطوعين العاملين مع المديرية العامة للدفاع المدني المتواجدين على رأس العمل خلال الفترة من 11 محرم[ ؟ ]1411هـ حتى 10 محرم[ ؟ ] 1411هـ .
2. إعداد خطة عامة لكيفية الاستفادة من المتطوعين ومشاركتهم مع فرق الدفاع المدني في الحوادث اليومية وحالات الطوارئ والكوارث والحروب .
3. إصـدار لائحة المتطوعين لأعمال الدفاع المدني بالمملكة العربية السعودية بعد اعتمادها من صاحب السمو الملكي وزير الداخلية رئيس مجلس الدفاع المدني تأسياً بما نص عليه نظام الدفاع المدني .
4. اعتماد الدليل الإرشادي لكيفية تشكيل المجموعات التطوعية بمنشآت القطاع الخاص وتعميمه على كافة الوزارات والجهات المعنية .
5. إيفاد عدد من ضباط المديرية العامة للدفاع المدني إلى عدد من الدول الخارجية المتضررة ضمن وفد جمعية الهلال الأحمر السعودي للمشاركة في عمليات الإغاثة التي تقدم للمتضررين .
6. التنسيق مع المنظمات الدولية التي لها علاقة بالمتطوعين وعمل الدفاع المدني للاستفادة من تجاربهم في مجال التطوع ، وتكليف عدد من المختصين بالدفاع المدني بالزيارات الميدانية لبعض الدول التي سبقتنا في هذا المضمار للاستفادة بما لديهم في مجال التطوّع .
7. إعداد خطة سنوية للاستفادة من أعمال المتطوعين أثناء مهمة الحج[ ؟ ] .
8. إعداد استمارات طلب قبول المتطوعين (عام ـ متخصص) للتمشّي بموجبها أثناء قبول وتسجيل المتطوعين ، وكذلك إصدار بطاقات إثبات شخصية .
9. إعداد المحاضرة العلمية للدورة التأهيلية والتنشيطية للمتطوعين التي يتم إلحاق المتطوعين بها .
10. تطوير البرنامج الخاص بالحاسب الآلي الذي يحوي كل المعلومات المطلوبة عن المتطوعين وكيفية الاتصال بهم وسرعة استدعائهم .
11. طرح عدد من المواضيع في موقع الدفاع المدني على شبكة الإنترنت لتوضيح دور المتطوعين في المديرية العامة للدفاع المدني .
12. نظراً لأهمية الاستفادة من خريجي المؤسسة العامة للتعليم الفني والتدريب المهني .. فقد تم إعداد القواعد والتنظيمات التي تكفل تحقيق استفادة الدفاع المدني من هذه الفئة كمتطوعين في حالات الطوارئ .
13. تنظيم مشاركة طلبة المعهد الفني للتدريب الصحي الأهلي المتخصصين في مجال الإسعاف والطوارئ مع المديرية العامة للدفاع المدني والاستفادة من تخصصاتهم كإخلاء طبي منذ موسم حج عام 1422هـ حتى اليوم.[18]
14. إعداد برنامج تدريبي للمتطوعين تحت مسمى (الدورة التأهيلية ـ الدورة التنشيطية ـ الدورة المكثفة في حالة الطوارئ والحروب).

كما للمرأة دور في الدفاع المدني كعضو في المجتمع بصفة عامة تجيد التصرف وتوجه وتقود من حولها من النساء في حالة وقوع كارثة.
الأنظمة واللوائح والتعليمات الصادرة بشأن التطوّع:
1. نظام الدفاع المدني .
2. لائحة المتطوعين لأعمال الدفاع المدني بالمملكة العربية السعودية.
3. خطة الاستفادة من المتطوعين ومشاركتهم مع فرق الدفاع المدني في الحوادث اليومية وحالات الطوارئ والكوارث والحروب .
4. الدليل الإرشادي لكيفية تشكيل المجموعات التطوعية بمنشآت القطاع الخاص .
5. النظام الموحّد للتطوّع وإعداد المتطوعين لأعمال الدفاع المدني بدول مجلس التعاون الخليجي.
6. القواعد والتنظيمات التي تحقق الاستفادة من متطوعي المؤسسة العامة للتعليم الفني والتدريب المهني مع الدفاع المدني في حالات الطوارئ.[18]

لائحة المتطوّعين لأعمال الدفاع المدني بالمملكة العربية السعودية
ظهرت الحاجة إلى أهمية وجود نظام أو لائحة تنظم الأعمال التطوعية، يتم من خلالها تحديد المهام والواجبات والحقوق وشروط القبول، لذا كان لزاماً أن تعد لائحة للمتطوعين وفقاً لما ورد بنظام الدفاع المدني الصادر بالمرسوم الملكي رقم م /10 وتاريخ 10 جمادى الأول 1406هـ، وبعد الرجوع للنظام والاطلاع على الأنظمة واللوائح التي تعمل بها بعض الدول التي سبقتنا في هذا المجال، وبمشاركة المتخصصين في مجال التطوّع .. صدرت لائحة المتطوعين بموجب قرار صاحب السمو الملكي وزير الداخلية رئيس مجلس الدفاع المدني رقم 12/2/و/1/دف وتاريخ 15 محرم[ ؟ ] 1422هـ مشتملةً على:
- شروط قبول الراغبين في التطوّع.
- تصنيف المتطوّعين (عام ـ متخصص).
- المجالات التي يشارك فيها المتطوّع.
- تدريب المتطوّعين.
- الالتزامات والحقوق والمزايا.
- وغيرها من المواد.

## مستقبل الدفاع المدني
التخطيط للمستقبل بالنسبة للدفاع المدني السعودي يركز على ما يلي:

### المخاطر الطبيعية
1. متابعة إعداد المواصفات والمقاييس للمباني المقاومة للزلازل في المملكة مع الهيئة العربية السعودية للمواصفات والمقاييس.
2. متابعة إعداد دراسة عن عمل تقويم للمباني المقامة حالياً في المناطق المعرضة للزلازل في المملكة مع مدينة الملك عبد العزيز للعلوم والتقنية.
3. متابعة الدراسات التي تقوم بها جامعة الملك عبد العزيز عن المخاطر ومتابعة الدراسات التي تقوم بها جامعة الملك عبد العزيز عن المخاطر الطبيعية في منطقة عسير.
4. متابعة الدراسات عن المخاطر الطبيعية في المملكة التي تقوم بها جامعة الملك عبد العزيز بالتنسيق مع مركز الدراسات والبحوث.
5. متابعة الدراسات الخاصة بالهبوط الأرضي في المناطق التي وقعت بها حوادث من هذا القبيل.
6. متابعة دراسة كميات السيول وآثارها في الجزء الجنوبي الغربي للمملكة مع مدينة الملك عبد العزيز للعلوم والتقنية.

### الوقاية من المخاطر الصناعية والتقنية
تقوم الإدارة العامة للحماية المدنية بالآتي:
1. إعداد التعليمات اللازمة للحيلولة دون وقوع الحوادث، بالتنسيق مع الشركات والمصانع.
2. وضع لوائح إرشادية لمعالجة كيفية التعامل مع المشكلات المترتبة على الاستخدامات التقنية.

تهيئة عناصر الدفاع المدني لمواجهة المخاطر على النحو التالي:-
1. سن التشريعات لضمان استمرارية السيطرة على الأوضاع.
2. وضع الخطط وتطوير الإجراءات والتنسيق بين جهات الخدمات لضمان أداء العمل عند وجود المخاطر.
3. إعداد وتجهيز فرق الطوارئ لمباشرة حوادث المواد الكيمائية والمواد المشعة التي تنشأ بسبب ظروف طارئة. - تدريب العاملين بهذه الفرق وما يتناسب مع مهامهم.
4. استخدام وسائل الإعلام وتعريف السكان بالمخاطر التقنية والصناعية.

وهكذا نرى أن هذا الجانب: (الجانب الثاني) من التفكير المستقبلي مبني على الدراسة والتخطيط وعلى التعاون والتنسيق بين الدفاع المدني بصفة أساسية وبين كافة مؤسسات المجتمع والجامعات ومراكز البحث العلمي. والمصانع والشركات. وغيرها من الجهات ذات العلاقة. وان نتيجة هذه البحوث والدراسات ونجاحها هي، المنطلق نحو مستقبل أفضل وأداء أكثر قوة وفعالية ورسالة أكثر نبلاً وإنسانية للدفاع المدني.

## الرؤية والرسالة والقيم
| الرؤية والرسالة والقيم | |
| الدفاع المدني السعودي  | |
| الرؤية                 | التميز في الأداء لحماية الأرواح والممتلكات إقليمياً وعالمياً. |
| الرسالة                | العمل بحرفية لتحقيق سلامة الأرواح والممتلكات وحمايتها من المخاطر في وقت السلم وفي حالات الكوارث والحروب والحد من الخسائر ونشر ثقافة الوعي الوقائي بكوادر مؤهلة وتجهيزات مواكبة وشراكة وتعاون مثمر. |
| القيم                  | تقوى الله الشجاعة الإنسانية التعاون الإخلاص الأمانة. |

## معرض الصور
- شعار الدفاع المدني السعودي
- سيارة إسعاف خاصة بالدفاع المدني السعودي
- وايت مطور، إحدى سيارات الدفاع المدني المزدوجة
- خوذة خاصة برجال الدفاع المدني
- إحدى عربات الدفاع المدني، من نوع السنوركل
- إحدى عربات الدفاع المدني، مجهزة بمعدات اضافية، ذات تقنيات جيدة
- سيارات الدفاع المدني السعودي، مجهزة بتقنية شفط الدخان
- سيارات السنوركل، مجهزة بتقنيات عديدة للإنقاذ والإطفاء
- إحدى عمليات الإنقاذ من رجال الدفاع المدني السعودي
- سيارة تابعة للدفاع المدني خاصة بضباط الخفر والبحث والإنقاذ
- مضخة الوايت المزدوج، من سيارات الدفاع المدني المطورة
- سيارة الإسعاف المطورة الخاصة بالدفاع المدني
- إحدى عربات الدفاع المدني، مجهزة بمعدات اضافية، ذات تقنيات جيدة
- إحدى عمليات الإنقاذ من رجال الدفاع المدني السعودي
- أدوات السلامة في الدفاع المدني
- غلاف مجلة الدفاع المدني السعودي - العدد 30
- طائرة عمودية من طراز كي في 107، المتخصصة في أعمال الإنقاذ والإطفاء والبحث
- سيرفر ألفا
- صورة لأحد الآبار المحترقة، أثناء حرب الخليج الثانية
- قارب الدفاع المدني السعودي
- سيارات إطفاء الدفاع المدني السعودي
- البدلة الخاصة بالدفاع المدني السعودي، مضادة للحريق

## وصلات خارجية
- المديرية العامة للدفاع المدني
- مجلة الدفاع المدني
- مجلة الدفاع المدني (للأطفال) لون وتعلم
- وزارة الداخلية السعودية - الموقع الرسمي
- كتاب: الدفاع المدنى وعشرون عاما في عهد الفهد 1402– 1422هـ  (بمناسبة مرور عشرين عاما على تولى خادم الحرمين الشريفين الملك فهد بن عبد العزيز مقاليد الحكم 1402– 1422هـ)